# Операция «Нерушимая скала»

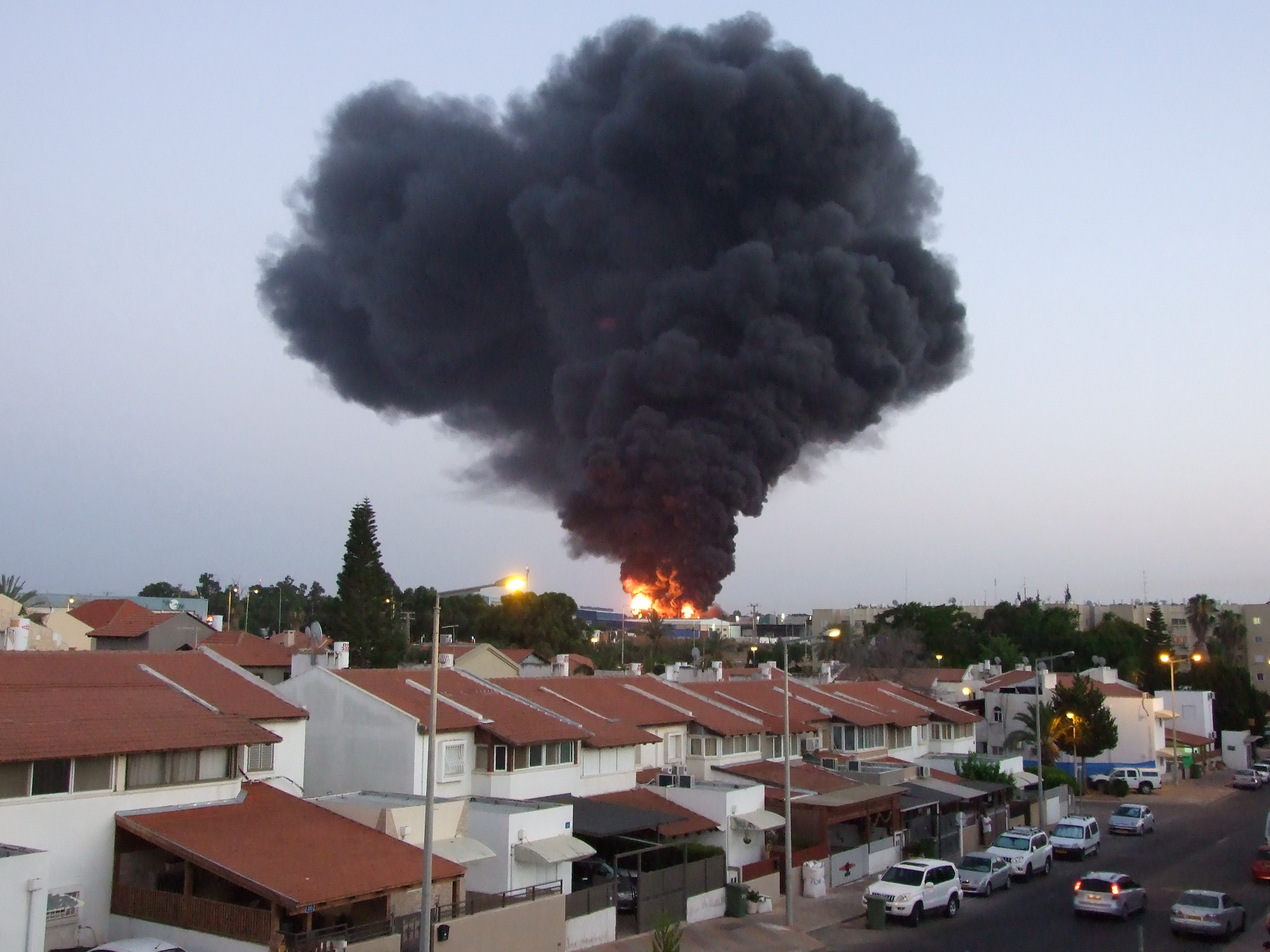
Горящий завод в Сдероте, который был поражён ракетой из сектора Газа, 28 июня 2014 года

Операция «Нерушимая скала» или «Несокрушимая скала» (ивр. מבצע צוק איתן‎, Мивца Цук Эйтан) — кодовое название израильской военной операции в секторе Газа, проведённой с 7 июля по 26 августа 2014 года.
Об операции было объявлено после того, как из сектора Газа был нанесён массированный ракетно-артиллерийский обстрел гражданского населения и поселений на юге Израиля, начатый по окончании поисковой операции ЦАХАЛа «Шуву Ахим» («Возвращайтесь, братья»). Израильская операция была инициирована вслед за похищением и убийством палестинцами трёх израильских подростков 12 июня 2014 года, а обстрел Израиля в июле служил ответной мерой на подавление волны беспорядков, последовавших за убийством палестинского юноши Мухаммада абу-Хдейра в Иерусалиме на следующий день после похорон тех подростков.
Заявленной целью операции являлось уничтожение военной инфраструктуры правящего в Газе исламистского движения ХАМАС и его союзников, признанных террористическими организациями рядом стран (не включая Россию), и предотвращение ракетных обстрелов территории Израиля.
Первоначально операция осуществлялась нанесением точечных ударов по территории Газы, но после попытки ХАМАСа, согласно израильским источникам, провести крупномасштабный теракт 17 июля премьер-министр Израиля Биньямин Нетаньяху отдал приказ о проведении ограниченной наземной операции, «целью которой является ликвидация угрозы, исходящей от туннелей, ведущих из Газы на территорию Израиля».
26 августа 2014 года в Каире было подписано соглашение о прекращении огня на неограниченный срок.
Операция не имела целью свержение ХАМАС, итоги её неоднозначно восприняты в израильском обществе.

## Предыстория
В августе 2005 года в рамках одностороннего размежевания Израиль полностью отступил из сектора Газа к границе 1967 года, демонтировал более 20 еврейских посёлков и эвакуировал около 9000 их обитателей. 22 августа 2005 года все жители еврейских поселений покинули сектор. 12 сентября 2005 года Газу покинул последний израильский солдат.
После ухода израильской армии и эвакуации еврейских поселений из сектора Газа в августе 2005 года интенсивность ракетных обстрелов резко возросла: если за 56 месяцев Интифады Аль-Акса, предшествовавших эвакуации, на территорию Израиля упало менее 500 ракет, то за 28 месяцев, прошедших после «размежевания», — почти 2000. Кроме того, если в 2001—2005 годах территории Израиля достигала лишь каждая третья ракета из выпущенных, то после размежевания — две из трёх, что может быть объяснено как усовершенствованием конструкции самих ракет, так и отсутствием еврейских поселений, ранее препятствовавших запуску ракет и снарядов непосредственно с границы сектора.
К концу 2005 года в ракетных обстрелах израильской территории из сектора Газа принимали участие практически все террористические группировки сектора: «Бригады Эль-Кудса» (Исламский джихад), «Бригады Изз ад-Дин аль-Кассам» (ХАМАС), боевики «Комитетов народного сопротивления», «Бригады Абу Риша» и «Бригады мучеников Аль-Аксы» (ФАТХ).
Первоначально радиус действия ракет не превышал 6 километров, однако со временем их дальность значительно возросла. В 2006 году лидеры террористов заявили о том, что вскоре дальность палестинских ракет будет увеличена до 25 км, что позволит им достигать города Ашкелон. Предпринимались также и попытки палестинцев осуществить ракетные обстрелы израильских объектов в Иудее и Самарии.
К 2009 году зона досягаемости ракет значительно расширилась, и на доступной ракетному обстрелу территории оказалось около миллиона израильтян.
Резкое усиление обстрелов в конце 2008 года стало причиной проведения Израилем с 28 декабря 2008 года по 20 января 2009 года военной операции «Литой свинец». Результатом стало резкое сокращение интенсивности обстрелов: если за 2008 год по Израилю было выпущено 3276 ракет, то в 2009 — всего 367, в 2010 — до 150.
В период с 2001 по начало 2011 года, по словам Авигдора Либермана, «террористы выпустили из сектора Газа по городам на юге Израиля более 11 тысяч ракет и мин».
Согласно МИД Израиля, «расходы на защиту гражданского населения от ракет террористов исчисляются миллиардами шекелей. Небольшое число пострадавших на израильской стороне в нынешнем конфликте объясняется не „гуманностью“ террористов Хамаса и Исламского джихада, и не „безвредностью“ запускаемых ими по Израилю ракет, каждая из которых представляет собой военное преступление. Своими жизнями, безопасностью своего имущества израильтяне всецело обязаны своим собственным усилиям и действиям Армии обороны Израиля».

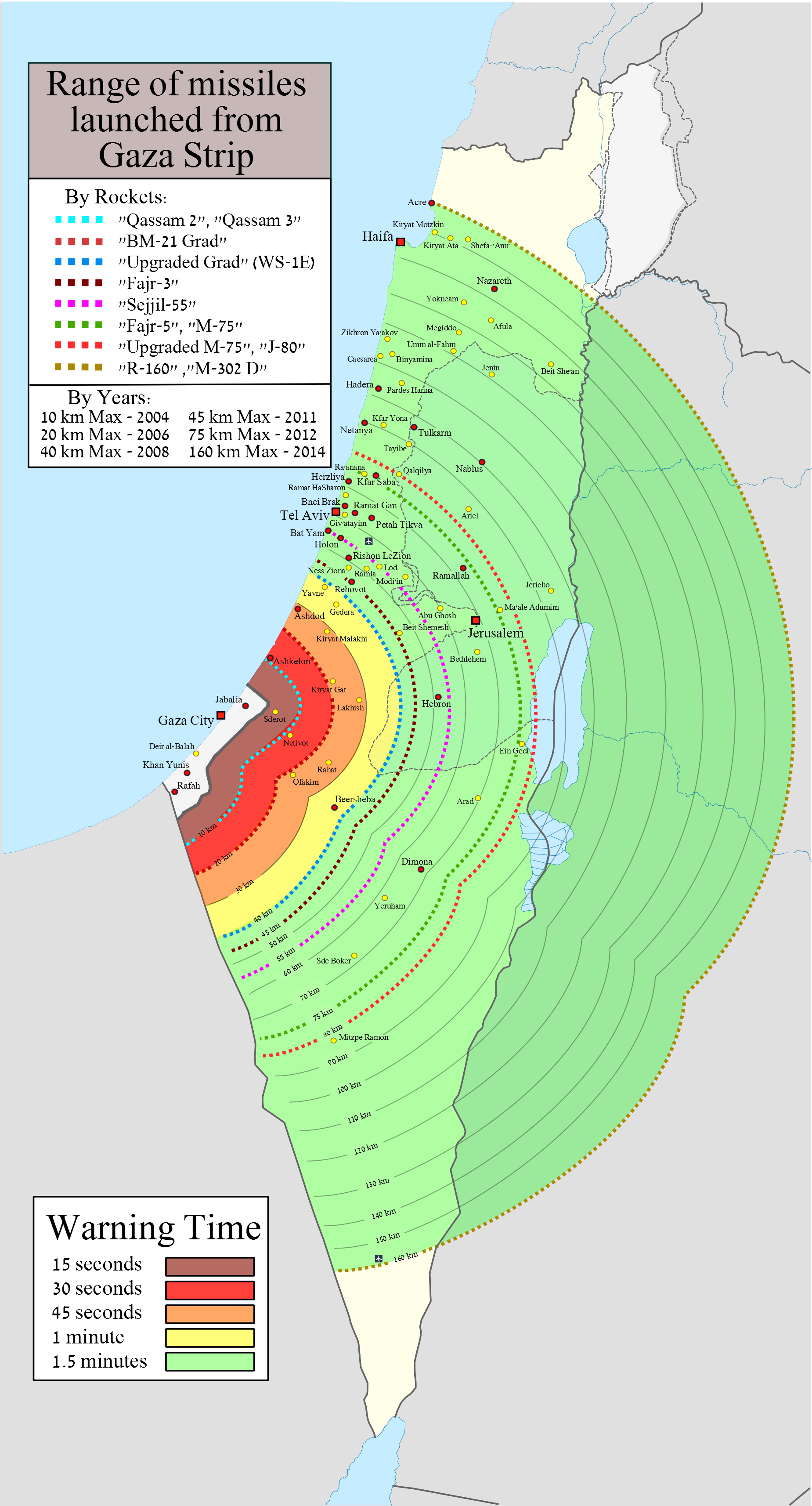
Зона досягаемости ракет, выпущенных из Газы, в 2014 году достигла севера Израиля

В 2012 году по территории Израиля из Газы было выпущено 2078 ракет, из которых 520 были сбиты системой ПРО. Всего проведено 794 ракетных обстрела — без учёта миномётных. Вместе с миномётными обстрелами по Израилю было выпущено 2327 ракет и снарядов. 2012 год стал рекордным по числу выпущенных ракет и интенсивности обстрелов. В результате обстрелов 5 человек погибло и 107 было ранено. Сокращение обстрелов стало одной из объявленных целей военной операции Израиля «Облачный столп», проходившей с 14 по 21 ноября 2012 года.
Блокада сектора Газа была введена после того, как в июле 2007 года власть в нём захватила террористическая организация ХАМАС, основной целью которой является уничтожение еврейского государства. Территория сектора блокируется двумя государствами — Израилем и Египтом — для предотвращения поставок вооружений и взрывчатки. Продукты питания, медикаменты и практически любые товары гражданского предназначения поступают в сектор без ограничений. Помимо этого Израиль обеспечивает жителей Газы большей частью электричества, водой и топливом.
К лету 2014 года зона, доступная ракетным обстрелам из сектора Газа, достигла Хайфы на севере Израиля, в ней оказались пять из восьми миллионов израильтян.
Вечером 12 июня 2014 года на Западном берегу Иордана были похищены трое еврейских подростков. Израильское руководство возложило ответственность за их похищение на ХАМАС. Тела похищенных подростков были найдены 30 июня. За две с половиной недели в ходе поисково-спасательной операции и столкновений военными были убиты 7 палестинцев, задержаны — 419, из которых 279 состоят в ХАМАСе. 59 из них были прежде выпущены на волю в рамках «сделки Шалита».
Началу операции также предшествовали массированные ракетные обстрелы из сектора Газа юга Израиля. Так, в июне 2014 года было 30 обстрелов, во время которых боевики выпустили 66 ракет и ранили троих граждан. Только за 8 дней июля произведено 104 обстрела, выпущено 250 ракет и семеро граждан ранено. 7 июля из сектора Газа было выпущено 80 ракет. Сначала обстреливались территория Западного Негева и населённые пункты, граничащие с сектором Газа, затем города Ашдод и Нетивот. В зоне поражения оказались города, не подвергавшиеся обстрелам с момента окончания операции «Облачный столп» в ноябре 2012 года.
7 июля 2014 года на заседании узкого кабинета по вопросам безопасности было принято решение начать контртеррористическую операцию под кодовым названием «Нерушимая скала».

## Ход событий

### 7 июля
На границе сектора Газа началась концентрация сил Армии обороны Израиля. ВВС и артиллерия наносили точечные удары по целям в секторе. Боевики продолжили ракетно-миномётные обстрелы израильской территории.
Вечером ВВС Израиля бомбили сектор Газа, нанося удары по инфраструктуре боевиков. В министерстве здравоохранения Палестины в секторе Газа сообщили, что за первые 12 часов операции погибли 5 человек, 30 ранены.

### 8 июля
Ночью и утром ВВС нанесли удары по 50 целям в секторе Газа. Разрушены четыре дома высокопоставленных лидеров ХАМАСа, также уничтожены 18 ракетных установок и поражены 10 наземных целей инфраструктуры боевиков. В результате бомбардировок ЦАХАЛа ранены 14 человек.
Окончательного решения о введении вооружённых сил в Газу не было принято. Членами военно-политического кабинета была одобрена мобилизация 40 тысяч резервистов. В тот же день, зоной «специальной ситуации» была объявлена полоса в 40 км на границе с сектором Газа на время военной операции.
В центральной и южной части сектора Газа израильские ВВС нанесли удары по целям. Пресс-центр ХАМАСа подтвердил гибель нескольких членов организации.
За первые сутки операции в секторе Газа были убиты свыше 30 палестинцев, из которых 13 детей, ещё более 100 получили ранения.
Боевики «Изз ад-Дин аль-Кассам» предприняли попытку обстрела израильского вертолёта из переносного зенитно-ракетного комплекса Стрела-2. Цель боевикам поразить не удалось. ВВС Израиля уничтожили в районе Рафаха командный центр боевиков ХАМАСа.
Боевики продолжили обстрел городов Израиля.
В Ашдоде за медицинской помощью обратились девять израильтян.
Представитель ХАМАСа Абу Обейда заявил, что Израиль нарушил перемирие, достигнутое при посредничестве Египта в 2012 году, и «перед лицом этой агрессии мы заявляем, что сионистский враг не должен мечтать о покое и стабильности».
Ракетный обстрел территории Израиля из сектора Газа усилился. Дистанция обстрела увеличилась. Сирены воздушной тревоги прозвучали в Кирьят-Малахи, Гедере, Мазкерет-Батье и Реховоте. Сирены ракетной тревоги сработали в Бейт-Шемеше и в окружающих населённых пунктах.
В районе кибуца Зиким на границе Израиля с Газой солдаты ЦАХАЛа засекли и ликвидировали группу боевиков. Ответственность за попытку прорыва в кибуц взял на себя ХАМАС.

### 9 июля
По сводке ЦАХАЛа, за 24 часа по территории Израиля из Газы было выпущено 154 ракеты. 117 ракет упали на израильской территории, 29 ракет были сбиты системой ПРО «Железный купол», остальные упали на территории сектора Газа. Террористы обстреливали города юга Израиля, а также Иерусалим, Тель-Авив, Ришон-ле-Цион и Хадеру.
В деревне Бейт-Ханун взорван дом Хафеза Хамеда — одного из командиров Палестинского исламского джихада. Также взорван дом и другого командира этой организации — Абу Хамзы Наджема. Взорван дом командира южной дивизии ХАМАСа Мухаммеда Абу Шимала в Рафиахе. Атакован дом одного из боевиков, планировавших похищение Гилада Шалита — Раед аль-Аттара. По сообщениям палестинских источников, в ходе ночных бомбардировок убиты 24 человека.
К Газе перебрасывается бригада Нахаль, для участия в возможной сухопутной операции.
Танковые подразделения ЦАХАЛа подтягиваются к границе с сектором Газа в ожидании приказа о начале сухопутной операции.
По сообщению пресс-секретаря ЦАХАЛа бригадного генерала Моти Альмоза, начальник генерального штаба Армии обороны Израиля генерал-лейтенант Бени Ганц утвердил вечером 9 июля план наземного этапа операции «Нерушимая скала» в секторе Газа.
С момента начала операции были убиты 43 палестинца, ещё 320 получили ранения.
Впервые с начала операции сигнал воздушной тревоги прозвучал в Модиине. О падении ракет в этом городе сообщений нет. Система «Железный купол» сбила над Гуш-Даном пять ракет, выпущенных из сектора Газа.
Ракета и два миномётных снаряда разорвались на территории регионального совета Эшколь.
Две ракеты упали на открытой местности к югу от Хайфы, в районах Хоф-Кармель и Кейсарии. Один человек получил ранение в результате падения осколков сбитой ракеты в районе Зихрон-Яакова. Ответственность за очередную попытку ракетного обстрела Хайфы из сектора Газа взяли на себя боевики Бригады «Изз ад-Дин аль-Кассам» боевого крыла ХАМАСа.
Служба скорой помощи Маген Давид Адом сообщила, что с момента начала операции медицинская помощь потребовалась 58 израильтянам: семь из них получили лёгкие ранения, 51 был госпитализирован для выведения из состояния нервного шока. По сообщению палестинского департамента здравоохранения, в результате военной операции, проводимой в секторе Газа, погиб 51 человек, 450 ранены.
ЦАХАЛ предотвратил повторную попытку боевиков прорваться на территорию кибуца Зиким со стороны моря. Двое боевиков были уничтожены.

### 10 июля

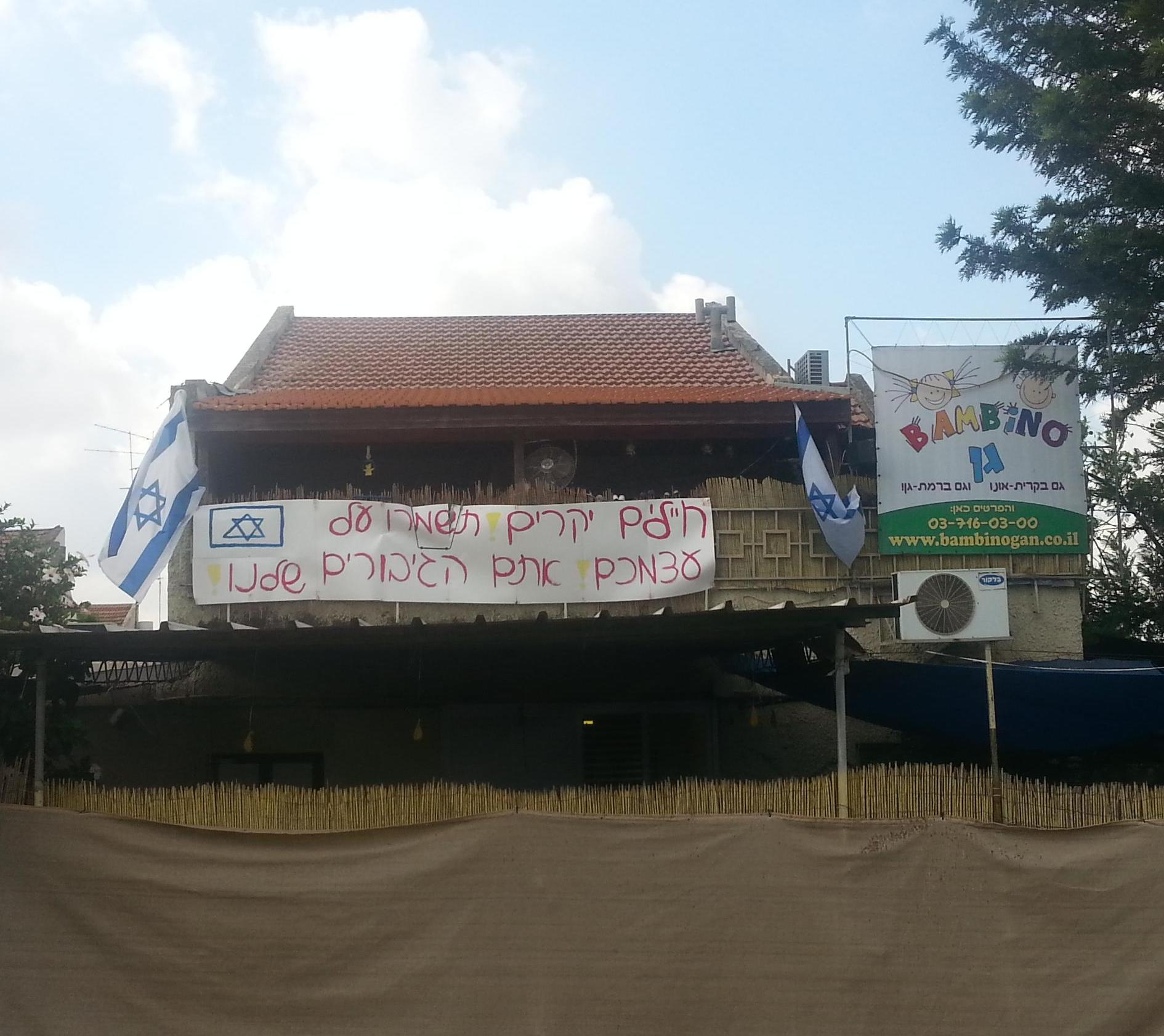
Плакат на здании детского сада в Кирьят-Оно гласит: «Дорогие солдаты! Берегите себя! Вы наши герои!»

Для создания гуманитарного коридора, по которому будут доставлены раненные палестинцы, Египет временно откроет КПП «Рафиах».
В ночь на 10 июля, по сообщениям медицинских источников Газы, в Хан-Юнисе в результате удара израильских ВВС погибли 7 человек. Ударом с воздуха разрушен дом Басима аль-Хаджа, погибли 8 человек, включая четырёх женщин и двух детей. 15 человек ранены. В районе лагеря беженцев Нусейрат разрушен дом Раэда Шалата, хозяин дома убит, несколько человек ранены. С начала операции в секторе погибли более 70 человек.
По сообщению пресс-службы ЦАХАЛа, с полуночи 10 июля атакованы 54 цели на территории сектора Газа. С начала операции атакованы 785 целей: около 100 туннелей, 500 пусковых установок, 11 складов оружия и мастерских по производству вооружений, 24 объекта террористов, в основном командные пункты, 79 домов командиров боевиков, в первую очередь ХАМАСа. В северной части сектора Газа ВВС ЦАХАЛа уничтожили троих боевиков, принадлежавших к Палестинскому Исламскому джихаду и причастных к производству ракет. По сообщению агентства Maan, ВВС обстреляли автомобиль в центре города Газа. В результате воздушного удара трое убиты, четверо ранены.
ВВС ЦАХАЛа нанесли удары по 14 домам в секторе Газа, в которых хранились вооружения или с крыш которых осуществлялся запуск ракет по территории Израиля. Нанесён удар по дому одного из лидеров боевиков Палестинского Исламского джихада в Хан-Юнисе. Около КПП «Эрез» израильскими военными был застрелен подозрительный палестинец. Медицинские источники ХАМАСа сообщают, что в районе Бейт-Лахии в результате обстрела погиб 5-летний ребёнок.
Через контрольно-пропускной пункт «Керем Шалом» на границе Израиля и сектора Газа прошли около двухсот грузовиков с едой, медикаментами и другими товарами первой необходимости.
По сообщениям палестинских источников, ЦАХАЛ предупредил жителей населённых пунктов Бейт-Лахии, Бейт-Хануна и Абасана (большого и малого), находящихся на северной границе сектора Газа и Израиля, о готовящейся в этом районе войсковой операции.
С начала операции с моря, с суши и с воздуха в секторе Газа были уничтожены 930 объектов боевой инфраструктуры. Медицинские источники в секторе Газа вечером сообщили новые данные: 89 погибших и 560 раненых.
В течение суток ракетами из сектора Газа были обстреляны ряд израильских городов.
На шоссе номер 5, ведущем в сторону израильского города Ариэль, полицейскими перехвачен автомобиль, в котором обнаружены баллон с газом и взрывчатка. Водитель и двое пассажиров машины, имевшие при себе палестинские удостоверения личности, задержаны и переданы в руки ШАБАКа.

### 11 июля
По данным ЦАХАЛа, боевики выпустили из сектора Газа не менее 40 ракет. По сообщениям палестинских источников, в ночь на 11 июля ВВС ЦАХАЛа нанесли удары по сектору Газа. В результате атак 8 человек погибли, имеются раненые. Пресс-служба ЦАХАЛа сообщила, что в рамках операции с полуночи до 6 утра израильские ВВС атаковали 50 целей на территории сектора Газа. Всего с момента начала операции атакованы 1100 целей.
Палестинские источники сообщают о 90 убитых и более 660 раненых.
Пресс-служба Армии обороны Израиля опубликовала видеозапись и схемы, на которых видно, в каких местах боевики ХАМАСа, Палестинского Исламского джихада и Комитетов народного сопротивления в Газе создают склады вооружений, роют туннели и организуют штаб-квартиры.
Палестинские источники сообщили, что ВВС Израиля нанесли удар по автомобилю в секторе Газа. Уничтожены два боевика организации Бригады «Изз ад-Дин аль-Кассам», боевого крыла ХАМАСа. Число погибших в секторе Газа с начала антитеррористической операции составило 100 человек.
Египетскими силами безопасности перехвачена партия ракет, которые палестинские террористы пытались перебросить на Синайский полуостров. После перестрелки с боевиками в районе Рафиаха, военные обнаружили туннель, в котором находились 20 боеголовок ракет «Град» и 20 направляющих конструкций. Власти Египта закрыли пограничный переход в Рафиахе.
ВВС Израиля обстреляли группу боевиков палестинской террористической организации ХАМАС в секторе Газа. По имеющимся данным, несколько человек получили ранения. Палестинские источники сообщили, что в результате удара по району Саджаия в секторе Газа двое убиты.
Противотанковыми ракетами боевики обстреляли израильский военный джип в районе Нахаль-Оз, на границе сектора Газа. В результате двое военнослужащих получили лёгкие ранения.
В ночь на 11 июля в Хайфе во время сирены, предупреждающей о ракетном обстреле из сектора Газа, пожилая женщина упала по дороге в бомбоубежище. Бригада скорой помощи «Маген Давид Адом» была вызвана для оказания помощи, но была вынуждена констатировать смерть женщины, скончавшейся, по всей видимости, от сердечного приступа.
Обстрел территории Израиля ракетами и миномётными снарядами продолжен. Одна из ракет, выпущенных террористами, попала в автозаправочную станцию в Ашдоде. В результате пострадали три человека, один из них получил тяжёлые ранения.
Палестинский Исламский джихад взял на себя ответственность за ракетный обстрел Гуш-Дана, заявив, что выпустил в сторону центра Израиля иранскую ракету «Фаджр-5». Израильские ВВС нанесли удар по дому Абдаллы Шами, одного из руководителей политического крыла этой террористической организации.
По данным пресс-службы ЦАХАЛ, 11 июля из сектора Газа по Израилю выпущено 140 ракет. В результате обстрелов двое израильтян получили ранения. Система ПРО «Железный купол» перехватила 27 ракет. С момента начала операции из сектора Газа выпущено свыше 680 ракет. По данным медицинских источников Газы, c начала операции в результате ударов ЦАХАЛ по целям в различных районах сектора убиты 127 человек, 924 ранены.

### 12 июля
ВВС ЦАХАЛа нанесли ночью удары по 84 объектам инфраструктуры боевиков в секторе Газа. Среди прочих целей был обстрелян склад, устроенный боевиками в мечети, окружённой жилыми домами в лагере беженцев Нусейрат в центре сектора Газа.
Египетские власти вновь открыли пограничный переход в Рафахе, закрывшийся накануне. КПП открыт для палестинцев, получивших ранения в ходе антитеррористической операции и нуждающихся в лечении в Египте, а также для египетских и иностранных граждан.
Израильские ВВС в северной части сектора Газа нанесли удар по группе боевиков, готовившихся к очередному обстрелу. Палестинские СМИ сообщают, что в результате атаки в районе Джебалии трое убиты, двое тяжело ранены. Позже один из раненых скончался в больнице.
По данным медицинских источников Газы, со времени начала операции погибли 114 жителей сектора.
ВВС израильской армии нанесли удар по цели в северной части сектора Газа, в районе Бейт-Лахии. По утверждению палестинского агентства Safa, одна из ракет попала в Дом инвалидов, где находились женщины и дети с особыми потребностями. Принадлежащий ХАМАСу «Палестинский информационный центр» утверждает, что в результате удара по Бейт-Лахии были убиты шесть человек, в их числе три девушки-инвалида. Медицинские источники Газы не подтверждают сообщение о жертвах. ЦАХАЛ не комментирует эту информацию.
Координатор действий на палестинских территориях генерал Йоав Мордехай подписал уже около 800 разрешений на выезд сотрудникам ООН, агентам международных гуманитарных организаций и другим обладателям иностранных паспортов, желающим покинуть сектор Газа в связи с операцией ЦАХАЛа. Предположительно, организованная эвакуация начнётся 13 июля, через пограничный терминал «Эрез».
ВВС ЦАХАЛа нанесли удар по террористическому объекту в районе Шааф, к востоку от города Газа. Источники в секторе Газа утверждают, что целью удара был дом командира полиции ХАМАС Тайсира аль-Батша. Как сообщило палестинское агентство «Safa», погибли не менее 15 человек, 35 получили ранения. Сам аль-Батш был ранен, но выжил.
Обстрел территории Израиля ракетами и миномётными снарядами продолжен. ВВС ЦАХАЛа уничтожили в Бейт-Лахии ракетную установку, использовавшуюся для обстрела Тель-Авива. Боевики утверждают, что выпустили три ракеты M-75 (масса взрывчатого вещества 70—90 кг) по Иерусалиму. Одна из ракет попала в городскую черту Хеврона, пострадавших нет. Повреждено здание. Вторая ракета упала к югу от Бейт-Лехема, третья — в районе поселения Эфрат. Часть ракет сбила система ПРО «Железный купол».
По данным ЦАХАЛа, с момента начала операции из сектора Газа было выпущено около 800 ракет. В результате обстрелов свыше 20 израильтян получили ранения. По данным медицинских источников Газы, с начала операции в результате ударов ЦАХАЛа по целям в различных районах сектора убиты более 160 человек, около 1100 ранены.

### 13 июля
С начала операции ЦАХАЛ нанёс удары по 1320 объектам на территории сектора Газа. В ночь с 12 на 13 июля авиаудары были нанесены по более чем 20 объектам террористов.
В ночь на 13 июля спецназ Армии обороны Израиля провёл операцию в районе Судания, на северо-западе сектора Газа.
Под прикрытием боевых самолётов и вертолётов ВВС, а также кораблей ВМФ ЦАХАЛа, десантировавшийся с катеров отряд бойцов спецназа ВМС «Шайетет 13» атаковал комплекс, где хранились ракеты, использовавшиеся для обстрелов Гуш-Дана, ха-Шарона, Иерусалима и окрестностей Хайфы. При этом отряд вступил в перестрелку с боевиками ХАМАСа и палестинского Исламского джихада. В ходе боя четыре спецназовца получили лёгкие ранения. С палестинской стороны были убиты не менее трёх боевиков.
Над северной частью сектора ЦАХАЛ разбросал с вертолётов листовки с призывом к жителям квартала, ограниченного улицами эль-Ататра и аль-Салтан (с востока) и Джебалией. Чтобы не подвергать свою жизнь опасности, им рекомендуется до 12:00 покинуть свои дома, освободить территорию и переехать южнее Джебалии. Руководство террористической организации ХАМАС призвало жителей города оставаться на своих местах. Однако после 11:00 поступили сообщения, что около 4 тысяч арабов эвакуированы в лагеря Агентства ООН по оказанию помощи палестинцам.
Сектор Газа покинула группа палестинцев, обладающих двойным гражданством. КПП «Эрез» пересекли около 670 человек.
13 июля через КПП «Керем Шалом» было пропущено 50 трейлеров с продовольствием, 120 тонн газа, 288 тысяч литров мазута, 18 тысяч литров солярки и 70 тысяч литров бензина для жителей сектора Газа.
Без электричества остались около 70 тысяч жителей Хан-Юниса и Дир эль-Балаха на севере сектора Газа из-за того, что ракета, запущенная боевиками в сторону израильских населённых пунктов, повредила линию электропередач.
На вечернем заседании военно-политического кабинета принято решение о продолжении мобилизации резервистов и нанесении новых ударов с воздуха.
Обстрел территории Израиля ракетами и миномётными снарядами продолжен, обстрелян пограничный переход «Керем Шалом», через который в сектор Газа продолжают поступать гуманитарные грузы. В результате взрыва ракеты в Ашкелоне тяжело ранен 16-летний Ярин Галеви. Продолжаются ракетные обстрелы населённых пунктов в радиусе 40 км от сектора Газа. Часть ракет сбита системой ПРО «Железный купол».
Брифинг для средств массовой информации провёл высокопоставленный офицер ЦАХАЛа. Он поделился армейской оценкой хода операции «Нерушимая скала».

### 14 июля
С 8 июля атаковано около 1470 целей в секторе Газа. По состоянию на утро 14 июля, медицинские источники Газы сообщили о 172 убитых и 1230 раненых. По данным ЦАХАЛа, с 7 июля из сектора Газа были выпущены более 980 ракет. Ранения в результате обстрелов получили более 20 израильтян, погибших нет. Израиль обеспечил проезд в Газу примерно 260 грузовиков, доставивших более 4400 тонн продовольствия, 900 тонн сжиженного газа, около 3,2 миллиона литров дизельного топлива, примерно 500 тысяч литров бензина. Кроме того, больницам в Газе были переданы более 500 порций донорской крови.
Удар с воздуха нанесли израильские ВВС по группе боевиков в районе Хан-Юниса. Имеются убитые и раненые. Пресс-служба ЦАХАЛа сообщила, что целью атаки стала группа ракетчиков, осуществлявшая обстрелы населённых пунктов на территории Эшколя.
Боевики выпустили противотанковую ракету в сторону израильского танка, находившегося на границе с сектором Газа. Ракета была успешно отражена системой активной защиты Трофи. Техника не пострадала, жертв нет.
Продолжаются ракетные обстрелы территории Израиля. После обстрела Беэр-Шевы в приёмное отделение больницы «Сорока» поступили две девочки, одиннадцати и тринадцати лет, получившие осколочные ранения в результате падения ракеты. По данным на 18:00, в течение дня из сектора Газа было выпущено около 80 ракет. Попытка ракетного обстрела Димоны. Ракета упала на незастроенной местности близ Йерухама. Сирены в Яд-Мордехае и Нетив-ха-Асара. Часть ракет сбита системой ПРО «Железный купол».
В сторону Израиля с территории Ливана были запущены две ракеты, одна из которых упала на территории Ливана, друга — разорвалась на незастроенной местности недалеко от Рош-ха-Никра. В результате обстрела никто не пострадал.
В ответ на обстрел израильской территории артиллерия ЦАХАЛа нанесла удар по цели в Ливане.
По информации СМИ, обе стороны выдвигают свои условия для прекращения огня. При этом в публикациях отмечается, что разногласия между Израилем и ХАМАСом велики. ХАМАС настаивает на освобождении 55 заключённых, активистов, которые вышли из тюрем в рамках «сделки Шалита» в октябре 2011 года, но затем были вновь задержаны в ходе операции «Возвращайтесь, братья» летом 2014 года. Дополнительно, ХАМАС настаивает на открытии перехода Рафах на границе с Египтом.
Израиль настаивает на полном разоружении ХАМАСа и уничтожении туннелей и шахт для запуска ракет. Израиль также требует от ХАМАСа вернуться к соблюдению условий договора, заключённого в ноябре 2012 года по итогам операции «Облачный столп».
Соглашение включало в себя четыре основных пункта:
1. Израиль должен был прекратить «точечные ликвидации» лидеров «сопротивления», а также военные операции на море, на суше и с воздуха.
2. Все палестинские группировки обязывались прекратить военные действия против Израиля, включая ракетные обстрелы и диверсии на границе.
3. Через 24 часа после прекращения огня должны были быть открыты пограничные переходы на границе с сектором Газа, а также должно было быть разрешено свободное передвижение людей в зоне безопасности.
4. Дальнейшие требования сторон должны были обсуждаться при посредничестве Египта после вступления в силу соглашения.

### 15 июля
По сообщениям пресс-службы ЦАХАЛа, в ходе операции в секторе Газа атакованы свыше 1500 целей. Уничтожены около 3000 ракет. За тот же период, из сектора Газа выпущены более 1100 ракет. Ранения в результате обстрелов получили 24 израильтянина, погибших нет. По утверждению палестинского агентства Maan, с начала проведения антитеррористической операции, в результате атак израильской армии убиты 186 человек, 1390 получили ранения.
ВВС ЦАХАЛа атаковали ночью группу террористов в районе Бейт-Лахии, на севере сектора Газа, незадолго до готовившегося ими ракетного обстрела территории Израиля. Имеются раненые.
После того как 14 июля стало известно, что ведутся переговоры об условиях прекращения огня, ХАМАС подтвердил этот факт, но не слухи о достижении временных рамок.
В ответ на ракетный обстрел израильской части Голанских высот 14 июля, ЦАХАЛ нанёс удары по казармам 90-й бригады сирийской армии, дому мэра городка Баас и ряду других объектов в районе Кунейтры. Сирийские СМИ утверждают, что в результате нанесённого удара погибли 12 военнослужащих и ещё несколько человек ранены. Кроме того, нанесён ущерб ряду правительственных зданий.
На заседании узкого кабинета министров по вопросам безопасности, на котором обсуждалось египетское предложение о прекращении огня, принята инициатива Египта и решено дать шанс прекращению огня.
На фоне продолжающихся ракетных обстрелов израильской территории из сектора Газа, глава правительства Биньямин Нетаньяху и министр обороны Моше Яалон в 15:00 отдали приказ ЦАХАЛу возобновить военную операцию. ВВС ЦАХАЛа нанесли удары в центральной части сектора, а артиллерия атаковала цели к востоку от города Газа.
В районе Хан-Юниса ВВС ЦАХАЛа атаковали ракетный расчёт за несколько мгновений до того, как боевики осуществили запуск ракеты в сторону Израиля. Уничтожен один из боевиков.
ХАМАС объявил о том, что он отвергает «египетскую инициативу», предусматривавшую полное прекращение огня, и палестинские боевики увеличили зону обстрелов. В районе КПП «Эрез» осколками миномётного снаряда убит мужчина.
За шесть часов «перемирия» из Газы в сторону Израиля было запущено около 50 ракет.
Продолжаются ракетные обстрелы территории Израиля. На 20:00, 15 июля в сторону Израиля запущено 125 ракет, из которых 20 сбиты системой ПРО «Железный купол». Обстрел продолжался до поздней ночи.

### 16 июля
С начала операции в секторе Газа атакованы свыше 1500 целей. По данным, полученным от медицинских источников сектора Газа, за тот же период в результате ударов ЦАХАЛа погибли 200 человек, примерно 1400 ранены.
Около 100 тысяч палестинцев получили сообщение об опасности, когда ЦАХАЛ распространил телефонную запись с предупреждением о возможной атаке в этом районе и посоветовал жителям лагеря беженцев Бейт-Лахия, районов Саджаия и Зейтун в городе Газа покинуть свои жилища.
Примерно 20 тысяч жителей покинули свои дома и направились в центральную часть сектора. В свою очередь, боевое крыло исламистов пригрозило свести счёты с «коллаборационистами», выполняющими израильские указания, и призвало жителей игнорировать обращение израильских военных.
КПП «Эрез» на границе с Израилем, единственный, через который происходила эвакуация палестинцев с иностранным гражданством, а также переправлялись в Израиль больные и раненые жители сектора Газа, которым нужна была экстренная медицинская помощь, закрыт представителями ХАМАСа.
ЦАХАЛ продолжил нанесение ударов с воздуха, суши и моря по целям в секторе Газа. Удары наносились на севере и на юге сектора. По сообщению агентства France Presse, в результате одной из атак погибли четверо детей, игравших на берегу моря.
Продолжаются ракетные обстрелы территории Израиля.
Зияд аль-Нахала — заместитель генерального секретаря Палестинского Исламского джихада — сообщил, что эта группировка начала консультации с Египтом. Цель этих контактов — внести выгодные для палестинцев поправки в текст предложения о прекращении огня. «Первоначальный вариант египетской инициативы был отвергнут потому, что он не видит разницы между палачом и его жертвой», — заявил он.
По сообщению палестинского источника, 13 группировок из сектора передали египтянам список условий прекращения огня с Израилем. В нём десять пунктов, большинство из которых касаются снятия блокады с сектора Газа.
1. Прекращение военных действий со стороны израильской армии, отведение израильских танков от границы.
2. Освобождение всех арабских заключённых, задержанных после 23 июня 2014 года, и улучшение условий содержания остальных заключённых.
3. Полное прекращение блокады сектора Газа, открытие КПП для проезда граждан и поставки товаров, строительство заводов по всему сектору.
4. Создание в Газе международного аэропорта и морского порта под эгидой ООН и «неприсоединившихся стран».
5. Расширение рыболовной зоны у берегов сектора до 10 км и поставка в сектор рыболовецких судов.
6. Признание КПП Рафиах международным блокпостом под контролем ООН и арабских стран.
7. Подписание соглашения о перемирии сроком на 10 лет и размещение на границах сектора международного контингента.
8. Обязательство со стороны израильского правительства не проникать в воздушное пространство сектора Газа и облегчить условия для молитвы мусульман на Храмовой горе.
9. Невмешательство Израиля в дела палестинского правительства.
10. Создание промышленных зон в секторе.

Выступая на совместной пресс-конференции с министром иностранных дел Италии Федерикой Могерини, премьер-министр Биньямин Нетаньяху заявил, что «ХАМАС отверг предложения Египта и тем самым закрыл дверь к урегулированию кризиса дипломатическим путём».
К израильскому правительству с призывом прекратить огонь на некоторое время, чтобы дать возможность международным организациям доставить в сектор Газа гуманитарный груз, обратился спецпосланник ООН на Ближнем Востоке Роберт Серри. 17 июля израильские ВВС с 10:00 до 15:00 обещали прекратить обстрел позиций боевиков в секторе Газа.

### 17 июля
С начала операции, по данным медицинских источников сектора Газа, в результате ударов ЦАХАЛа погибли 214 человек, около 1400 ранено. Из сектора выпущены более 1220 ракет. В результате обстрелов погиб один израильтянин, более 25 получили ранения.
Вслед за Израилем, ХАМАС согласился на пятичасовое прекращение огня с 10:00 до 15:00 для доставки гуманитарных грузов в сектор Газа.
Ночью корабли израильских ВМС нанесли удары по целям в прибрежном районе Судания, откуда вёлся ракетный обстрел центра Израиля. ВВС ЦАХАЛа разбомбили дом высокопоставленного представителя политического крыла организации ХАМАС. С воздуха уничтожена и база боевиков Исламского джихада.
Около 04:30, 13 боевиков ХАМАСа проникли на территорию Израилю по туннелю. На выходе из туннеля боевиков встретили бойцы спецподразделения Эгоз, убившие 8 боевиков. Пятерым удалось уйти обратно в туннель, палестинская часть которого подверглась артиллерийскому обстрелу и ударам с воздуха. С израильской стороны никто не пострадал. На месте боя были обнаружены РПГ, автоматы Калашникова, ручные гранаты.
Продолжаются ракетные обстрелы территории Израиля. Всего за шесть часов из сектора Газа в сторону израильских населённых пунктов запущено 105 ракет, из которых 20 сбиты системой ПРО «Железный купол». За это же время силами ЦАХАЛа было поражено 30 целей на территории сектора Газа.
Соглашение о пятичасовом прекращении огня вступило в силу в 10:00. До 15:00 военные действия должны быть прекращены, чтобы дать возможность жителям сектора Газа приобрести пищевые продукты и товары первой необходимости, а международным организациям ввезти гуманитарные грузы в сектор. Несмотря на согласие о прекращении огня, ЦАХАЛ заявил, что на любую попытку ракетных обстрелов последует жёсткий ответ.
Соглашение о пятичасовом прекращении огня, по сообщению ЦАХАЛ, нарушено боевиками. Три миномётных снаряда, выпущенные из сектора Газа около 12:00 часов дня, разорвались в региональном совете Эшколь. Пострадавших нет.
ЦАХАЛ возобновил военную операцию в секторе Газа.
Ближневосточное агентство ООН для помощи палестинским беженцам и организации работ распространило 17 июля заявление, в котором сообщило, что 16 июля сотрудники агентства обнаружили 20 ракет, предназначенных для обстрела территории Израиля, в здании школы, принадлежащей ООН. В заявлении UNRWA осуждаются действия боевых организаций, использующих гражданские объекты в качестве складов оружия.
Вечером 17 июля глава правительства Биньямин Нетаньяху и министр обороны Моше Яалон отдали приказ ЦАХАЛу начать наземную операцию в секторе Газа.
Египетская газета «Аль-Йом ас-Саба» со ссылкой на палестинские источники сообщила, что делегации Израиля и ХАМАСа прибыли утром 17 июля в Каир, чтобы обсудить соглашения о прекращении огня, предложенные Египтом.
ХАМАС выдвинул по меньшей мере 10 поправок к предложению Египта. Абу Марзук резко раскритиковал египетское руководство, заявив, что «за 48 часов с ним не говорил ни один официальный египетский представитель».

### 18 июля
Наземные силы ЦАХАЛа приступили к операции по уничтожению инфраструктур боевиков в секторе Газа. В ночь на 18 июля ЦАХАЛ издал приказ о призыве 18 000 резервистов. Таким образом, общее число призванных в ходе операции «Нерушимая скала» составляет примерно 70 000 человек. Всего из сектора Газа выпущены более 1400 ракет. По данным медицинских источников сектора Газа, с начала операции в результате ударов ЦАХАЛа погибли 246 человек, около 1880 ранены.
Более 10 объектов боевиков в различных районах сектора атакованы ВВС ЦАХАЛа с полуночи 18 июля. По сообщениям палестинских источников, в Рафиахе в результате артиллерийского удара погибли, по меньшей мере, 2 человека, ещё пятеро ранены. Сообщается также об ударе по зданию тюрьмы в Хан-Юнисе. ЦАХАЛ нанёс также удар по дому одного из лидеров организации Исламский джихад Абдаллы Шами в квартале Саджаия города Газа.
В ходе боевых действий в секторе Газа погиб израильский военнослужащий. В том же инциденте ранены ещё двое солдат.
В ходе операции ещё двое военнослужащих ЦАХАЛа получили лёгкие ранения.
Как сообщают палестинские источники, ЦАХАЛ обстрелял в Газе многоэтажное здание, в котором расположены офисы иностранных телекомпаний и других СМИ. Вертолёт израильских ВВС выпустил ракету по зданию «Адб-Джаухара». Ранен фотожурналист Мухаммад Шабаб. В результате удара по зданию «Дауд» прервалось вещание местной радиостанции.
Агентство «Маан» сообщило, что в результате обстрела одного из районов сектора Газа погибли братья Ахмад Исмаил Абу Муслим (14), Вали (15) и Мухаммад (13). Сообщается также, что ещё один человек погиб в Бейт-Лахие.
Продолжаются ракетные обстрелы территории Израиля.
Лидер палестинской организации ХАМАС Халед Машаль в интервью британскому изданию The Telegraph сказал, что перемирие в секторе Газа возможно лишь при выполнении всех требований группировки. Он добавил, что долгосрочное соглашение о прекращении огня должно включать «экономические выгоды» для сектора Газа, а также политические преимущества.

### 19 июля
С начала проведения операции из сектора Газа боевиками выпущены 1637 ракет. По данным медицинских источников сектора Газа, с начала операции в результате ударов ЦАХАЛа погибли 306 человек, около 2230 ранены.
В ходе наземной части операции за сутки в северной части сектора Газа были обнаружены 13 туннелей.
В связи с намерением ЦАХАЛа продвигаться вглубь территории сектора Газа, жителям палестинских лагерей в центре сектора предложено покинуть свои дома. В преддверии расширения наземной операции ночью из домов были эвакуированы около 50 тысяч жителей севера сектора Газа.
В районе центральной части забора безопасности, окружающего сектор Газа, боевики попытались проникнуть на территорию Израиля. Израильские солдаты сорвали эту попытку. Убиты несколько боевиков. В бою трое военнослужащих ЦАХАЛа ранены.
Боевики обстреляли израильских солдат, занимавшихся прочёсыванием местности с целью обнаружения террористических туннелей, а затем выпустили в их сторону противотанковую ракету. В результате ответного огня один боевик был убит, второй погиб из-за сдетонировавшего заряда взрывчатки, закреплённого на нём.
В бою с боевиками, пытавшимися проникнуть в один из населённых пунктов в районном совете Эшколь, погибли двое военнослужащих.
ЦАХАЛ начал поздним вечером интенсивный артиллерийский обстрел целей боевиков по всей территории сектора Газа.
Во время боёв в секторе Газа погибли ещё двое военнослужащих ЦАХАЛа.
Продолжаются ракетные обстрелы территории Израиля.
Около Димоны упали три ракеты. В результате взрыва одной из них пострадали пять жителей бедуинской деревни. Один из них получил крайне тяжёлые ранения и вскоре скончался. Остальные, в том числе двое детей, доставлены в больницу с ранениями разной степени тяжести.

### 20 июля
Армией обороны Израиля призваны уже 53 200 резервистов. С начала наземной фазы операции погибли 5 израильских военнослужащих, 23 ранены. По данным медицинских источников сектора Газа, с начала операции в результате ударов ЦАХАЛа там погибли 360 человек, около 2250 ранены.
Продолжаются ракетные обстрелы территории Израиля.
В ночь на 20 июля в боях с террористами в секторе Газа погибли 13 военнослужащих пехотной бригады Голани.
Правительственное пресс-бюро Израиля (ЛААМ) предупредило работающих в секторе Газа иностранных журналистов о том, что Израиль не может гарантировать им безопасность.
ХАМАС обратился к Израилю с просьбой о двухчасовом гуманитарном прекращении огня.
Прекращение огня вступило в силу в 13:30. Отмечается, что оно действует лишь в одном районе, а не по всей территории сектора Газа.
ХАМАС нарушил двухчасовое гуманитарное прекращение огня, обстреляв израильских военных.
С 20:00 20 июля вступил в действие военно-полевой госпиталь на КПП «Эрез» у границы с сектором Газа.
К руководству Израиля с просьбой ещё на два часа продлить срок действия приказа о прекращении огня в районе Саджаия обратились представители международной организации Красный крест. Израиль удовлетворил эту просьбу.
ВВС ЦАХАЛа нанесли удар по объекту террористической инфраструктуры в Хан-Юнисе. Цель атаки — дом, в котором укрывались семь боевиков. По данным медицинских источников сектора Газа, за последние сутки в результате действий израильской армии погибли около 100 человек. С начала операции число жертв составило 425 человек, 3500 ранены.

### 21 июля
Продолжается операция ЦАХАЛа в секторе Газа. На данном этапе основное внимание уделялось уничтожению туннелей боевиков.
С начала операции по территории Израиля из сектора Газа выпущены 1637 ракет. После начала наземной операции интенсивность ракетных обстрелов снижается. В результате обстрелов с начала операции, погибли двое израильтян, более 30 получили ранения. Всего с начала операции погибли 18 военнослужащих ЦАХАЛ, около 80 ранено. Состояние шестерых раненых оценивается как тяжёлое, двоих — средней степени тяжести. Ранения остальных оцениваются врачами как лёгкие. По сообщениям медицинских источников сектора Газа с начала операции число погибших составило 435 человек, около 3500 человек ранены.
ВВС ЦАХАЛа нанесли удар по дому бывшего представителя движения ХАМАС в Сирии и Судане — члена политбюро ХАМАСа Имада аль-Алами в городе Газа. Также атакованы сельскохозяйственные фермы и жилые дома к востоку от Рафиаха, в южной части сектора.
В ночь на 21 июля в Газе убит командующий полевой разведки ХАМАСа. Утром ЦАХАЛ атаковал позиции террористов в районе Зейтун на юге города Газа, а также в Дир эль-Балахе и лагере беженцев Эль-Бурейдж в центральной части сектора. Атакована пусковая установка для ракет, находившаяся неподалёку от Исламского университета в городе Газа. Возобновились бои в Саджаии и Бейт-Хануне. Поздним вечером 20 июля ЦАХАЛ разбросал в Бейт-Хануне листовки с призывом к жителям покинуть этот район. ЦАХАЛ нанёс интенсивные удары к востоку от Хан-Юнеса, что в южной части сектора, и существенно продвинулся в сторону бывшего аэропорта в Рафиахе.
Неподалёку от границы с Газой, группа боевиков проникла утром через туннели на территорию Израиля. ВВС атаковали их, несколько боевиков погибли. Вторая группа боевиков, состоявшая из 10 человек разделилась на две группы: одна направилась в сторону кибуца Эрез, а вторая — в сторону кибуца Нир-Ам. Боевики были замечены наблюдателями из подразделения полевой разведки. Боевики, согласно израильским источникам, были одеты в форму военнослужащих ЦАХАЛа — бронежилеты, армейские ботинки и каски с камуфляжем. Двигавшиеся в направлении кибуца Эрез боевики были уничтожены ударом с воздуха. В районе кибуца Нир-Ам завязалась перестрелка между боевиками и военнослужащими ЦАХАЛа. Боевики запустили несколько противотанковых ракет в сторону солдат. Вся группа боевиков погибла. Несколько солдат ЦАХАЛ ранено.
Продолжаются ракетные обстрелы территории Израиля.
Бывший глава правительства ХАМАСа в секторе Газа Исмаил Хания заявил, что «движение сопротивления не откажется ни от одного из своих требований, выполнение которых является обязательным минимумом для достижения соглашения о прекращении огня». На это министр иностранных дел Египта Самех Шукри ответил, что Каир не намерен вносить какие-либо изменения в свою инициативу.

### 22 июля
В ходе операции ЦАХАЛ нанесены более 2500 ударов по различным целям в секторе. Начиная с 7 июля, из сектора Газа выпущены 1637 ракет. По данным медицинских источников сектора Газа, с начала операции число погибших в секторе около 500 человек, примерно 3500 человек ранены.
С начала операции «Нерушимая скала» в боях с террористами в секторе Газа погибли 27 солдат и офицеров ЦАХАЛа. Один солдат считается пропавшим без вести. По состоянию на утро, 22 июля, в больницах Израиля находятся 124 военнослужащих. Состояние девяти из них оценивается как тяжёлое, ещё двоих — средне-тяжёлое. Остальные получили ранения средней и лёгкой степени.
В боях в квартале Саджаия погибли ночью 20 боевиков, а с начала наземной стадии операции израильские военные убили в секторе Газа 186 боевиков.
Пресечена попытка контрабанды оружия из Иордании через Мёртвое море.
По состоянию на 15:00, в течение дня 22 июля ЦАХАЛ нанёс удары по 187 объектам боевой инфраструктуры в секторе Газа, из которых более 100 — в квартале Саджаия.
ВВС ЦАХАЛа нанесли удар по дому лидера Бригад «Изз ад-Дин аль-Кассам» Мухаммада Дейфа в Хан-Юнисе. В результате атаки погибли 2 человека.
Продолжаются ракетные обстрелы территории Израиля.
Вследствие падения ракеты на расстоянии 1,5 км от территории аэропорта имени Бен-Гуриона, Федеральное управление гражданской авиации США и Европейское агентство авиационной безопасности рекомендовали международным авиакомпаниям приостановить воздушное сообщение с Израилем
Долгосрочное перемирие, на котором настаивают генсек ООН Пан Ги Мун и госсекретарь США Джон Керри, отвергнуто руководством организаций ХАМАС и Исламский джихад. Максимум, на что они готовы согласиться, это пятичасовое прекращение огня в гуманитарных целях. Рамадан Салах — лидер Исламского джихада — возложил на Египет вину за срыв переговоров о прекращении огня. В то же время, Генеральный секретарь Лиги арабских государств Набиль эль-Араби призвал ХАМАС принять египетскую инициативу.

### 23 июля
Продолжается операция ЦАХАЛа в секторе Газа. С начала операции в боях с боевиками погибли 29 солдат и офицеров ЦАХАЛа. По данным медицинских источников сектора Газа, с начала контртеррористической операции 625 человек погибло, около 4000 ранены. За последние сутки террористы выпустили по Израилю 87 ракет.
Самолёты и танки ЦАХАЛа наносят удары по десяткам объектов в секторе Газа.
По сообщению армейских источников, сломлено сопротивление боевиков в квартале Саджаия, в котором в последние дни шли тяжёлые бои с боевиками. Несколько сотен боевиков, общей численностью до батальона, вели оборону хорошо оборудованных позиций. Разветвлённая сеть подземных туннелей, бункеры и пусковые установки для ракет были обнаружены в ходе боев. ВВС ЦАХАЛа уничтожили тяжёлыми бомбами около 120 целей. Военные воздерживаются от заявлений о взятии квартала под контроль, отмечая, что там продолжают действовать снайперы террористов, а многие дома заминированы.
ЦАХАЛ начал контртеррористическую операцию на территории больницы «Аль-Вафа». По мнению израильских экспертов, основным укрытием лидеров ХАМАСа в секторе Газа является крупнейшая больница города — «Шифа».
Бойцы ЦАХАЛа обнаружили ещё один туннель боевиков. В туннеле были спрятаны комплекты формы солдат Армии обороны Израиля, карты местности и оружие.
Продолжаются ракетные обстрелы территории Израиля.
Пан Ги Мун согласился с Нетаньяху в том, что касается права Израиля на самозащиту. Он отметил, что сам увидел, в какой непростой ситуации находятся граждане страны. Он особо отметил, что во время этой пресс-конференции Исламский джихад и ХАМАС продолжили ракетный обстрел израильских городов.
С генеральным секретарём ООН Пан Ги Муном в Иерусалиме встретился министр иностранных дел Израиля Авигдор Либерман.
По сообщению арабских источников, председатель Палестинской автономии Абу-Мазен и руководство Египта договорились о внесении одного изменения в египетскую инициативу об условиях прекращения огня между Израилем и ХАМАСом в Газе. Согласно этому изменению, в рамках прекращения огня будет облегчена блокада сектора Газа под «американские гарантии». Послабления должны позволить поставку в Газу товаров первой необходимости.

### 24 июля
Начато наступление на районы северной части Газы — Джебалию и Бейт-Ханун. Нанесены массированные удары по целям боевиков в Хан-Юнисе. ЦАХАЛ атаковал за минувшие сутки более 100 целей в секторе Газа, задержаны 150 человек, подозреваемых в причастности к военной деятельности. В боях с боевиками с начала операции погибли 32 солдата и офицера ЦАХАЛа. По данным медицинских источников сектора, с начала операции число погибших в секторе превысило 680 человек, около 4250 ранены.
За минувшие сутки по территории Израиля выпущены более 80 ракет.
Израильские военные в ходе боевых действий в секторе Газа взяли в плен ещё около 50 боевиков террористических организаций ХАМАС и «Исламский джихад».
Представители UNRWA распространили заявление, в котором говорилось об ударе ЦАХАЛа по зданию школы в районе Бейт-Хануна. Учебное заведение работало под эгидой UNRWA. Сообщается, что в результате атаки здание школы было разрушено. 16 человек погибли и более 200 получили травмы. Среди погибших в основном женщины и дети.
После нескольких часов затишья боевики возобновили обстрелы Израиля.
Федеральное агентство воздушного транспорта США (FAA) отменило запрет на полёты американских авиакомпаний в Тель-Авив.
Глава политбюро ХАМАСа Халед Машаль в своём телеобращении из Катара заявил: «Есть два условия для разоружения ХАМАСа: первое — это прекращение оккупации, и второе — полное разоружение Израиля». По словам Халеда Машаля, максимум, на что готова согласиться его организация в данный момент — это прекращение огня на несколько часов в гуманитарных целях. Машаль обратился к госсекретарю США Джону Керри, заявив: если он хочет добиться перемирия, он должен был ехать не в Израиль и Рамаллу, а в сектор Газа. Он также предупредил Израиль: «Нашего терпения хватит на два месяца».

### 25 июля
За минувшие сутки ЦАХАЛ атаковал свыше 100 целей в секторе Газа. С начала операции в сторону израильских населённых пунктов выпущены свыше 2300 ракет. В результате обстрелов погибли 3 человека.
В ходе операции точечным ударом убит высокопоставленный лидер террористической организации, Салах Абу Хаснин, член военного совета «Исламского джихада» и начальник отдела пропаганды этой группировки.
На допросах боевиков, задержанных солдатами ЦАХАЛа в секторе Газа, выяснилось, что у ХАМАСа был чёткий оперативный план стратегического массового теракта. ХАМАС планировал, что уже на ближайший еврейский новый год — Рош Ха-Шана 200 боевиков, переодетых в форму солдат ЦАХАЛа, одновременно выйдут на территорию Израиля через 10 туннелей и проникнут в шесть населённых пунктов Негева. Несколько выходов из туннелей уже находились внутри самих этих еврейских населённых пунктов. Планировались убийства десятков человек, захват заложников и переправка их в сектор Газа. ХАМАС заготовил целую «системную ловушку», включающую в себя взаимосвязь между разными туннелями, отлаженную систему связи и логистики, встроенные в туннели склады оружия и взрывчатки, запасные выходы и прочее.
Продолжаются ракетные обстрелы территории Израиля.
Глава правительства Израиля Нетаньяху провёл беседу по телефону с госсекретарём США Керри, находящимся в Каире. Нетаньяху дал согласие на 12-часовое прекращение огня в гуманитарных целях с 7 часов утра 26 июля.

### 26 июля
Наносятся удары по объектам инфраструктуры террористов, взрываются туннели. За истёкшие сутки по Израилю выпущено более 80 ракет. Всего с начала операции по израильской территории было выпущено 2510 ракет. ЦАХАЛ поразил около 1500 целей, связанных с запусками ракет. С начала операции погибли 37 военнослужащих ЦАХАЛа и трое мирных жителей. По данным, сообщаемым ХАМАСом, с начала операции число погибших в секторе достигло 864 человек, 5730 ранены.
В ночь на 26 июля погибли пятеро военнослужащих Армии обороны Израиля, принимавших участие в операции. Ранены шестнадцать военнослужащих. Состояние троих оценивается как тяжёлое, тринадцать других получили ранения средней степени тяжести.
Временное гуманитарное перемирие с ХАМАСом сроком на 12 часов вступило в силу в 08:00 по местному времени. Пресс-служба ЦАХАЛа обращает внимание, что в период гуманитарного прекращения огня жителей сектора Газа, которые покинули свои дома по требованию израильских военных, просят не возвращаться обратно. Во время перемирия ЦАХАЛ продолжит операции по ликвидации туннелей.
Палестинское информационное агентство Маан сообщило, что с начала гуманитарного перемирия в секторе Газа из-под обломков зданий были извлечены 40 тел погибших.
Продлить гуманитарное прекращение огня ещё на 12 часов призвали министры иностранных дел США, Франции и других стран, собравшиеся в Париже для обсуждения условий долгосрочного перемирия в секторе Газа.
Комментируя предложение министров иностранных дел западных стран о продлении перемирия в секторе Газа, заместитель председателя политбюро ХАМАСа Муса Абу Марзук сказал, что группировка не поступится правами палестинцев и что продление перемирия возможно только на условиях ХАМАСа.
С призывом к израильскому правительству продлить перемирие ещё на 24 часа, начиная с 20:00, обратилась Организация Объединённых Наций. Узкий кабинет безопасности Израиля принял решение продлить перемирие, начавшееся в 8:00, до полуночи. ХАМАС, со своей стороны, не выразил готовности к перемирию и возобновил обстрелы израильской территории.

### 27 июля
В ночь на 27 июля Израиль ответил согласием на просьбу ООН о продлении режима гуманитарного прекращения огня ещё на 24 часа — до полуночи 28 июля. В течение этого времени Армия обороны Израиля продолжит операцию по ликвидации подземных туннелей террористов в секторе. ХАМАС отказался принять просьбу ООН и продолжил ракетные и миномётные обстрелы Израиля. Житель одного из населённых пунктов на территории районного совета Сдот-Негев получил тяжёлые ранения в результате разрыва миномётного снаряда. С начала операции погибли 43 израильских военнослужащих и трое мирных жителей. По информации палестинских источников, число погибших в секторе с начала операции превысило 1000 человек, около 6000 ранены.
Палестинское агентство новостей Maan сообщило, что после возобновления атак ЦАХАЛа в секторе Газа убиты девять человек. Один из погибших — полевой командир Исламского джихада. ХАМАС обратился к специальному представителю ООН в регионе Роберту Сери с просьбой оказать содействие в возобновлении гуманитарного прекращения огня.
По данным министерства иностранных дел Израиля, с 2007 года ХАМАС прорыл 1370 туннелей, затратив на эти работы 1,25 миллиарда долларов.
Продолжаются ракетные обстрелы территории Израиля. Спустя короткое время после обстрела города в приёмное отделение больницы Сорока поступил житель Беэр-Шевы с лёгким ранением, полученным в результате ракетного обстрела.
Министерство внутренних дел в секторе Газа опровергло информацию о том, что «все палестинские организации согласились на гуманитарное прекращение огня на 24 часа, начиная с 14:00». В заявлении МВД говорится, что было достигнуто понимание между ХАМАСом и Исламским джихадом относительно необходимости прекращения огня, однако точное время, когда соглашение вступит в силу, не было оговорено. Поскольку после 14:00 израильская территория несколько раз подвергалась ракетным обстрелам, ЦАХАЛ продолжил атаковать цели боевиков в секторе Газа. Удары были нанесены по целям в Джебалии и Нусейрате.

### 28 июля
После решения израильского руководства о возобновлении военных действий 27 июля, ЦАХАЛ нанёс удары по 40 целям, расположенным на территории сектора, и уничтожил два туннеля. Террористы выпустили по Израилю более 50 ракет. С начала контртеррористической операции погибли 43 израильских военнослужащих. В больницах проходят лечение 122 раненых. Из них один — в критическом состоянии, и ещё один — в тяжёлом. Медицинские источники сектора Газа сообщили о 1035 погибших и 6322 раненых с момента начала операции. Новостное агентство Maan утверждает, что среди погибших 236 детей, 93 женщины и 47 пожилых людей.
В секторе Газа установилось состояние необъявленного прекращения огня. ЦАХАЛ получил приказ открывать огонь только в случае нападения. ХАМАС также фактически прекратил огонь. Последний обстрел Израиля зафиксирован около полуночи.
Утром Совет безопасности ООН единогласно утвердил резолюцию, призывающую к незамедлительному прекращению огня без предварительных условий. Резолюция носит декларативный характер и не обязательна к исполнению.
ВВС Израиля нанесли удары по ракетным установкам и лаборатории по производству оружия в центре и на севере сектора Газа в ответ на утренний ракетный обстрел Ашкелона. В секторе Газа продолжаются поиски и разрушение туннелей.
Группа боевиков открыла огонь из миномётов и автоматов по израильским военнослужащим в районе Джабалии. Солдаты ЦАХАЛа обстреляли из танка позицию боевиков, а затем запустили в их направлении дистанционно управляемую ракету «Тамуз». Не менее пяти боевиков ликвидированы. Позднее была получена информация о том, что в этом бою убит командир спецназа ХАМАСа в Джабалии.
Жители нескольких кварталов города Газа вечером 28 июля получили текстовые сообщения и телефонные звонки от ЦАХАЛа с просьбой эвакуироваться из зоны военных действий.
По сообщению палестинских СМИ, в результате атаки ЦАХАЛа на одно из помещений больницы «Шифа» в секторе Газа, погибли 10 детей, находившихся там. Армейские источники опровергают информацию о том, что местные жители пострадали в результате атак. Согласно версии ЦАХАЛа, взрыв в больнице стал результатом неудачного запуска ракеты палестинскими боевиками.
Премьер-министр Биньямин Нетаньяху заявил, выступая 28 июля перед журналистами в Тель-Авиве, что «Израиль не закончит операцию до тех пор, пока не будет завершена нейтрализация угрозы, исходящей от туннелей в секторе Газа».
28 июля в ходе операции «Нерушимая скала» убиты десять военнослужащих ЦАХАЛа.
Продолжаются ракетные обстрелы территории Израиля.
Согласно отчётам израильской службы скорой медицинской помощи — Маген Давид Адом, с начала операции квалифицированная помощь потребовалась 599 израильтянам. 13 человек пострадали в ДТП во время сирены. 114 получили различные травмы, когда спешили попасть в защищённое помещение. 443 человека испытали острые приступы паники в связи с ракетными обстрелами.
Совет Безопасности ООН единогласно утвердил резолюцию, призывающую к незамедлительному прекращению огня без предварительных условий на основании резолюции Совбеза ООН № 1860, завершившей операцию «Облачный столп» в 2012 году. «Объявить немедленное гуманитарное прекращение огня, которое станет первым шагом на пути к долгосрочному урегулированию, основанному на египетской инициативе».
В беседе с генсеком ООН Пан Ги Муном, премьер-министр Израиля Биньямин Нетаньяху отклонил требование ООН о прекращении огня в секторе Газа.

### 29 июля
ЦАХАЛ возобновил артиллерийские и воздушные удары по позициям боевиков на севере сектора. В ночь с 28 на 29 июля ВВС ЦАХАЛа нанесли удары по 150 целям в секторе Газа, в том числе по домам десятков террористов ХАМАСа и Исламского джихада. Один из снарядов попал в топливный резервуар единственной в Газе электростанции, и на ней начался пожар. Работа электростанции приостановлена. Несколько районов сектора обесточены.
По информации медицинских источников сектора Газа, число погибших там с начала операции достигло 1067 человек, более 6200 ранены. С начала операции погибли 53 солдата и офицера ЦАХАЛа.
В ночь на 29 июля две ракеты, выпущенные террористами, зафиксированы средствами слежения ЦАХАЛа. Ракеты не долетели до цели, а разорвались в секторе — на территории больницы «Шифа» и в лагере беженцев Шати.
Источники в секторе Газа подтвердили гибель полевого командира Исламского джихада Ахмада Наджама. Ликвидировано 8 террористов, а двое боевиков сдались после того, как здание, из которого они вели огонь, было снесено военным бульдозером.
Разбомблён дом главы правительства ХАМАСа в секторе Газа Исмаила Хании. Самого Хании и членов его семьи в доме не было, они скрылись в бункерах ещё до начала военных действий.
Удары были нанесены по объектам инфраструктуры в городе Газа, принадлежащим казначейству ХАМАСа. Боевики открыли огонь по бойцам десантной бригады, действующей внутри сектора. Военнослужащие отразили атаку. Никто из израильских солдат не получил ранений.
Группа боевиков, выбравшаяся из подземного туннеля в районе Джебалии, погибла в бою с отрядом бригады Гивати. Потерь со стороны ЦАХАЛа нет.
Продолжаются ракетные обстрелы территории Израиля.

### 30 июля
В ночь на 30 июля ВВС ЦАХАЛа нанесли десятки ударов по сектору Газа. Атакованы цели в лагерях беженцев Эль-Бурейдж (центральная часть сектора) и Шати (север сектора), а также в городе Газа. В результате авиаударов есть погибшие и раненые. За минувшие 24 часа военнослужащие взорвали три туннеля, ведущие из сектора на территорию Израиля. Начиная с полуночи, на 10:00, ЦАХАЛ атаковал 75 объектов террористов. Бригадный генерал Моти Альмоз сообщил, что «для продолжения операции и реализации дальнейших шагов необходима смена части резервистов, принимающих участие в военных действиях».
На улицы Бейт-Хануна вышли десятки жителей сектора, чтобы высказать свой протест против политики ХАМАСа, приведшей к разрухе и нехватке продовольствия. Не менее пяти человек погибли и несколько десятков получили ранения в результате разгона этой демонстрации.
В ночь на 30 июля агентство UNRWA сообщило об обнаружении склада ракет на территории одной из своих школ в секторе Газа.
Установленная на танке система активной защиты Трофи отразила удар противотанковой ракеты, выпущенной боевиками. Это шестнадцатый случай использования системы в боевых условиях операции.
В 15:00 вступило в силу четырёхчасовое прекращение огня. По словам координатора деятельности ЦАХАЛа в Иудее, Самарии и Газе генерал-майора Йоава Мордехая, речь идёт о гуманитарном прекращении огня, которое будет действовать до 19:00. Прекращение огня будет действовать лишь в некоторых районах сектора Газа, и оно не распространяется на участки сектора, где ЦАХАЛ проводит оперативные мероприятия.
ХАМАС и Комитеты народного сопротивления заявили, что соглашение о прекращении огня объявлено Израилем в одностороннем порядке, без согласования с их организациями и они не считают себя обязанными соблюдать условия перемирия. Обстрел территории Израиля ракетами продолжился.
В ходе выполнения боевого задания подразделением ЦАХАЛа был обнаружен туннель в районе Хан-Юниса. Один из выходов туннеля находился в помещении поликлиники агентства ООН по проблемам беженцев (UNRWA). Израильские солдаты вошли в помещение, потому что дети позвали их внутрь под предлогом просьбы о помощи. Когда группа военнослужащих вошла в здание, боевики привели в действие два взрывных устройства. В результате взрыва здание обрушилось. Трое военнослужащих погибли, ещё несколько были ранены.
В течение дня из сектора Газа в сторону Израиля было запущено более 130 ракет. Часть из них сбита системой ПРО.

### 31 июля
Ночью в секторе Газа произошло несколько столкновений между боевиками ХАМАСа и бойцами ЦАХАЛа. Потерь со стороны израильской армии нет. ЦАХАЛ нанёс удары по 110 объектам инфраструктуры, погибли около 40 боевиков. Найдены и разрушены ещё несколько туннелей террористов. Всего за время операции ликвидировано порядка 4200 целей и несколько сотен боевиков. В утренние часы идут тяжёлые бои в районе Эль-Бурейдж в центральной части сектора Газа. ВВС и артиллерия ЦАХАЛа продолжают атаковать позиции боевиков в северной части сектора. Обстрел ведётся в районе Бейт-Хануна и Саджаии. Лишь одна ракета разорвалась ночью на территории Израиля, однако уже в 7:00 города юга подверглись массированному обстрелу. По сообщению медицинских источников сектора Газа, с момента начала операции там погибли 1360 человек. Более 7600 человек ранены.
Узкий кабинет министров по вопросам безопасности 30 июля дал армии «зелёный свет» на продолжение операции без каких-либо ограничений. Чтобы позволить уже вызванным на сборы резервистам передохнуть после трёх недель пребывания в армии, начат призыв ещё 16 тысяч человек. Общее число мобилизованных военнослужащих в Израиле достигло 86 тысяч человек.
По сообщению агентства UNRWA, с начала операции 220 тысяч жителей сектора Газа были вынуждены покинуть свои дома, оказавшиеся в зоне боевых действий.
Снайпер стрелял в квартале Саджаия города Газа с минарета местной мечети и легко ранил израильского военнослужащего. ЦАХАЛ ответил танковым залпом в направлении мечети. Строение разрушено.
Обстрел территории Израиля ракетами и миномётными снарядами продолжается.
К 22:00 парамедики оказали помощь 26 израильтянам, пострадавшим от ракетных обстрелов из сектора Газа. Один из них — мужчина, около 30 лет, получивший тяжёлые ранения при прямом попадании ракеты в жилой дом в Кирьят-Гате. 16 человек пришлось выводить из состоянии шока. Всего с начала операции медицинская помощь потребовалась 625 израильтянам. 19 из них получили осколочные ранения, от которых трое скончались.

### 1 августа
За сутки ЦАХАЛ атаковал свыше 70 целей в секторе Газа. С начала операции поражены около 4000 целей в различных районах сектора. В результате миномётного обстрела территории регионального совета Эшколь, вблизи границы с сектором Газа погибли 5 военнослужащих ЦАХАЛа. С начала операции погибли 3 мирных жителя и 61 военнослужащий, 20 из них — на израильской стороне границы с сектором Газа, от миномётных снарядов и атак боевиков, прошедших на территорию Израиля через туннели. По информации палестинских источников, число погибших в секторе с начала операции превысило 1400 человек, около 8000 ранены.
За сутки на территории Израиля разорвались более 70 ракет и миномётных снарядов, выпущенных из сектора Газа. С начала операции по территории Израиля выпущены более 2600 ракет.
Госсекретарь США Джон Керри и генеральный секретарь ООН Пан Ги Мун объявили в ночь на 1 августа, что в 8 часов утра вступит в силу прекращение огня, которое продолжится 72 часа.
В результате столкновения с террористами в 09:30, через полтора часа после вступления в силу прекращения огня, погибли двое солдат бригады Гивати, один пропал без вести. Представитель ХАМАСа, находящийся в Каире, распространил заявление, из которого явствует, что офицер израильской армии взят в плен.
В южной части сектора Газа возобновились военные действия. В результате интенсивных артиллерийских обстрелов Рафаха на юге сектора Газа погибли от 20 до 30 человек, и ещё не менее 200 получили ранения различной степени тяжести.
По сообщению источников в секторе Газа, ЦАХАЛ потребовал от работников больницы А-Наджар в Рафахе на юге сектора срочно эвакуироваться и эвакуировать больных. К 21:00 помещение больницы опустело.
О завершении действия соглашения о прекращении огня сообщил посланнику ООН на Ближнем Востоке Роберту Сери генерал-майор Йоав Мордехай. Египетское руководство заявило палестинской делегации, что отзывает их приглашение в Каир на переговоры по поводу прекращения огня в секторе Газа.

### 2 августа
В ночь с 1 на 2 августа подразделения ЦАХАЛа продолжили наступательные действия на юге сектора Газа в районе Рафаха. ЦАХАЛ продолжил уничтожать инфраструктуру в секторе. Взорваны ещё четыре туннеля, сооружённые террористами. Ночью атакованы пять мечетей, превращённых террористами в склады оружия и боеприпасов. Атакован Исламский университет, здания которого использовались боевиками в качестве командных пунктов. Нанесены удары по домам высокопоставленных функционеров террористических организаций.
По завершении выполнения запланированных задач в Бейт-Лахии, Ататре и соседних с ними деревнях, ЦАХАЛ объявил 2 августа, что после 14:00 жители северных районов сектора Газа могут вернуться в свои дома.
Премьер-министр Израиля Биньямин Нетаньяху вечером выступил на специальной пресс-конференции. Он заявил: «Операция продолжается. Она будет продолжаться столько времени, сколько потребуется для достижения всех поставленных задач. ЦАХАЛ продолжает действовать с полной силой для достижения главных целей — возвращения безопасности и длительного спокойствия гражданам».
Продолжается обстрел территории Израиля.
Правительство Израиля убеждено, что во время продолжающихся ракетных и миномётных обстрелов переговоры о прекращении огня бессмысленны и нет нужды направлять вечером израильскую делегацию в Каир. Об этом оно известило Египет. За 26 дней операции Израиль шесть раз объявлял гуманитарное прекращение огня, чтобы дать передышку мирным жителям сектора Газа, однако во всех случаях боевики ХАМАСа, по версии израильтян, нарушали этот режим.

### 3 августа
За сутки ЦАХАЛ нанёс удары по 108 объектам террористической инфраструктуры в секторе Газа. Представитель ЦАХАЛа заявил, что армия готова и к наступательным действиям, и к оборонительным — в зависимости от решения правительства. Силы ЦАХАЛа начали передислокацию на севере сектора: армия выходит из заселённых районов и сосредотачивается на границе.
За частичный вывод сил ЦАХАЛа из сектора Газа после разрушения всех обнаруженных там туннелей и дальнейшую передислокацию сил в зависимости от требований безопасности проголосовали большинство членов узкого военно-политического кабинета министров по вопросам безопасности. ЦАХАЛ создаёт в секторе «временную зону безопасности», которую будет удерживать до полного завершения операции. Уничтожение туннелей должно быть завершено в течение ближайших суток. После этого большая часть подразделений ЦАХАЛа будет выведена за пределы сектора. Армия продолжит наносить удары с воздуха по позициям боевиков в ответ на возможные ракетные обстрелы.
Лейтенант пехотной бригады «Гивати» Адар Голдин признан ЦАХАЛом погибшим.
Обстрел территории Израиля ракетами и миномётными снарядами продолжается.

### 4 августа
За сутки было выпущено 119 ракет. Израильскую территорию с начала операции боевики обстреляли 3243 раз. С начала операции ЦАХАЛ нанёс 4680 ударов по объектам палестинских боевиков в секторе.
ЦАХАЛ приступил к инженерным работам по восстановлению забора безопасности на границе между Израилем и сектором Газа. Забор был повреждён в результате пересечения границы танками и БТРами ЦАХАЛа, а также в результате пожаров, вспыхнувших после ракетных и миномётных обстрелов. По сообщениям палестинских источников, начиная с полуночи в Газе убиты 12 человек.
Бо́льшая часть сухопутных частей выведены из сектора, остальные покинут его после уничтожения последних из обнаруженных туннелей. Армейское командование признаёт, что ему известно далеко не обо всех туннелях. Чтобы избежать новых прорывов палестинцев на израильскую территорию, рассматривается возможность создания на территории сектора полосы отчуждения, занятой израильскими военнослужащими.
Генерал-майор Йоав Мордехай сообщил, что по решению правительства Израиля 4 августа вступает в силу новое гуманитарное прекращение огня. Оно начнётся в 10:00 и продлится до 17:00. Зона действия — весь сектор Газа, кроме восточного Рафиаха. В 10:00 подразделения ЦАХАЛа прекратили огонь на семь часов на большей части сектора Газа.
Представитель ХАМАСа заявил, что его организация не станет придерживаться режима прекращения огня.
ХАМАС, как и во время предыдущих гуманитарных прекращений огня, обстреливает населённые пункты Израиля.
Около 13:40 в Иерусалиме террорист, управлявший экскаватором, сбил пешехода, после чего на высокой скорости врезался в автобус, перевернув его своим ковшом. В автобусе находились несколько человек, которые получили ранения. Водитель автобуса получил лёгкое ранение, случайный прохожий был тяжело ранен. Медики пытались спасти его жизнь, однако были вынуждены констатировать смерть. Инцидент произошёл на перекрёстке улиц Хаим Бар-Лев и Моше Закс. Двое полицейских и служащий подразделения «Нахшон» Управления тюрем, оказавшиеся свидетелями происшествия, открыли огонь и убили злоумышленника.
Ещё один теракт в Иерусалиме. На перекрёстке Вади-Джоз неподалёку от Еврейского университета террорист выстрелил в израильского солдата, стоявшего на тротуаре. Солдат тяжело ранен в живот. Террорист на мотороллере скрылся.
После окончания семичасового гуманитарного прекращения огня ЦАХАЛ возобновил боевые действия в секторе Газа.

### 5 августа
В ночь на 5 августа официальный источник в Иерусалиме сообщил, что Израиль примет формулировку египетского предложения о прекращении огня. Режим прекращения огня сроком на 72 часа вступит в силу в 8:00. Представитель ХАМАСа заявил, что его организация также согласилась на данное предложение.
После того как накануне была завершена операция по уничтожению 32 туннелей, обнаруженных в секторе, ЦАХАЛ завершил к 8:00 вывод всех частей из сектора Газа. Силы ЦАХАЛа дислоцированы на границе с сектором и остаются в полной готовности отреагировать на любое нарушение перемирия. В официальных кругах подчёркивается, что если ХАМАС будет соблюдать условия прекращения огня, в частности воздержится от ракетных обстрелов Израиля, то не будет необходимости в дальнейшем присутствии сил ЦАХАЛа в секторе.
Террористы подвергли израильскую территорию массированной ракетной атаке за несколько минут до вступления в силу прекращения огня. Причинён ущерб зданиям. Всего с территории сектора были выпущены 20 ракет.

### 6 августа
Военнослужащие находятся в состоянии полной готовности к отражению возможных атак террористов или к обнаружению дополнительных туннелей. Военные полагают, что переговоры о долгосрочном урегулировании в секторе Газа продлятся не один день, и в этот период времени сохранится присутствие сил ЦАХАЛа на границе.
Демобилизованы 30 тысяч военнослужащих запаса, принимавших участие в операции или заменявших направленные в сектор подразделения срочной службы. Свыше 50 тысяч резервистов ещё находятся на службе.
В Каире начались переговоры с участием израильской и палестинской делегаций. Египет предложил Израилю и ХАМАСу продлить срок перемирия ещё на двое суток
Египтяне обсудили с палестинской делегаций её требования, а вечером 6 августа начались консультации с представителями Израиля. Палестинской делегации удалось получить от Египта обещание открыть пограничный переход «Рафах». Его работу со стороны Газы будут обеспечивать представители ПНА. Делегация ХАМАСа разочарована ходом переговоров, так как большинство её требований не будут удовлетворены. Некоторые из делегатов полагают, что дальнейшие переговоры бессмысленны, и призывают коллег демонстративно покинуть Каир. Переговорщики из Рамаллы считают, что необходимо проявить гибкость и продолжать переговоры.
Израильская и палестинская делегации выразили согласие продлить срок действия соглашения ещё на 72 часа. Режим прекращения огня сроком на 72 часа вступил в силу 5 августа в 08:00, и с тех пор не нарушался ни одной из сторон. Теперь соглашение будет действовать до 8:00 11 августа.
Представитель Бригад «Изз ад-Дин аль-Кассам», боевого крыла организации ХАМАС, заявил, что при отсутствии прогресса на переговорах в Каире режим прекращения огня будет прерван.
Поздно вечером 6 августа заместитель председателя политбюро ХАМАСа Муса Абу Марзук и глава организации в секторе Газа Исмаил Хания сделали заявления, согласно которым ХАМАС не давал согласия на продление режима прекращения огня на 72 часа. Бригады «Изз ад-Дин аль-Кассам» и «Батальоны Иерусалима» заявили, что возобновят атаки сразу же, как выйдет срок нынешнего прекращения огня — в 8:00 8 августа. Такого сценария, по словам представителя ХАМАСа, можно избежать только в том случае, если Израиль и Египет примут требования палестинской делегации.

### 8 августа
В 8 утра завершился 72-часовой период прекращения огня, о котором стороны конфликта договорились при посредничестве Египта. Боевики возобновили ракетный обстрел территории Израиля. Только с 8:00 до 8:40 выпущено около 20 ракет.
Пресс-служба ЦАХАЛа опубликовала в 10:47 официальное заявление, сообщающее, что на фоне интенсивных ракетных обстрелов территории Израиля армия возобновяет нанесение ударов по террористам в секторе Газа. Премьер-министр Нетаньяху и министр обороны Моше Яалон дали армии указание жёстко реагировать на любые провокации.
Всего за день по Израилю было выпущено около 70 ракет и миномётных снарядов. Израильские ВВС отвечали на обстрелы авиаударами. За минувшие сутки ВВС атаковали около 50 объектов в секторе Газа.
Невзирая на усилившиеся угрозы боевиков, израильская переговорная группа заняла твёрдую позицию, при которой палестинские переговорщики не смогли добиться уступок, и покинула Каир. По словам правительственного источника, «Израиль не ведёт переговоры под огнём».
По сообщениям палестинских источников, в Египте продолжаются интенсивные консультации о возможности объявления нового прекращения огня на 72 часа. Переговоры ведут представители египетской военной разведки с палестинской делегацией.

### 9 августа
Утром, после десятичасового перерыва, боевики возобновили обстрелы израильской территории.
За последние сутки ЦАХАЛ нанёс в секторе Газа удары по 100 объектам инфраструктуры боевиков.
По сообщениям медицинских источников, в результате серии ударов ЦАХАЛа погибли, по меньшей мере, пять человек. Представители ЦАХАЛа напомнили, что нанесение ударов будет продолжено до тех пор, пока ракетные обстрелы израильской территории из сектора полностью не прекратятся.

### 10 августа
Боевики продолжают обстреливать территорию Израиля. За минувшие сутки по Израилю выпущено около 30 ракет. По сведениям медицинских источников сектора, с начала операции погибли около 1920 жителей сектора.
С полуночи и до 12:00 10 августа, ВВС атаковали 29 объектов боевиков.
Командование ЦАХАЛа приняло решение закрыть пограничный терминал «Керем-Шалом», через который осуществлялся ввоз в сектор Газа гуманитарных грузов и товаров, после того как он подвергся миномётному обстрелу из сектора Газа.
Всего за 10 августа боевики выпустили по Израилю 49 ракет и миномётных снарядов. 30 из них разорвались на открытой местности, 10 перехватила система ПРО, остальные разорвались на территории сектора.
По предложению Египта, временное прекращение огня между Израилем и ХАМАСом сроком на 72 часа вступает в силу в ночь на 11 августа, в 00:00. Канцелярия премьер-министра Израиля сообщает, что в случае, если огонь действительно прекратится и ХАМАС выполнит условия, израильская делегация прибудет на переговоры в Каире.
Глава политбюро ХАМАСа Халед Машаль заявил, что соглашение о прекращении огня является «частью тактики», предназначенной для достижения успеха на переговорах. Машаль также отметил, что кратковременное перемирие позволит палестинцам получить необходимую гуманитарную помощь.

### 11 августа
После суточного перерыва министерство обороны разрешило возобновить работу закрытого ранее из-за миномётных обстрелов боевиков пограничного терминала «Керем-Шалом». В течение дня через КПП проедут сотни грузовиков с гуманитарными грузами для жителей сектора Газа.
Израильская переговорная группа направилась в Каир, чтобы принять участие в непрямых переговорах с палестинской делегацией во главе с Махмудом Аббасом.
В ХАМАСе заявляют, что обстрелы Израиля возобновятся, если стороны не придут к соглашению в течение 72 часов, которые истекают в 00:00 с 13 на 14 августа. Израиль полностью отвергает возможность возведения морского порта или аэропорта на территории сектора. В Израиле поддерживают идею открытия КПП «Рафиах», который, как надеются в правительстве, будет снова открыт под египетским контролем. Израиль не имеет ничего против расширения сферы рыбной ловли для палестинских рыбаков. Что касается денег на восстановление сектора, то израильская переговорная группа настаивает на том, чтобы эти средства не перечислялись ХАМАСу, а поступали напрямую строительным подрядчикам, выполняющим восстановительные работы, либо организациям, которые занимаются этим вопросом. По сообщению газеты Аль-Хаят, Египет предложит обеим сторонам такую формулу, по которой ни одна из них не окажется в проигрыше, но и не победит. По словам этого же источника, палестинцы добиваются трёх целей: прекращения кровопролития, восстановления разрушенного и открытия пограничных КПП. В последнее время Египет ослабил ограничения в отношении передвижения людей на КПП «Рафиах», и есть признаки того, что тот будет открыт и передан под контроль палестинской администрации. По мнению журналистов, на непрямых переговорах в Каире наметился серьёзный сдвиг, что повышает шансы на выработку постоянного соглашения о прекращении огня в секторе Газа.

### 14 августа
В ночь с 13 на 14 августа, в 00:00, соглашение о прекращении огня, по обоюдному согласию сторон, продлено ещё на 5 суток.
Азам аль-Ахмад — глава палестинской делегации на переговорах в Каире сообщил, что это время будет использовано для продолжения переговоров о долгосрочном перемирии между Израилем и ХАМАСом. Азам аль-Ахмад добавил, что «в ходе переговоров была решена часть вопросов, а в дальнейшем будут обсуждаться темы контроля над КПП, а также морскими и воздушными границами с сектором Газа». По его словам, дополнительными темами переговоров станут расширение зоны рыболовства, а также то, что он определил как «некоторые аспекты безопасности». Срок согласованного прекращения огня истекает в полночь 18 августа.

### 17 августа
После серии консультаций, делегации Израиля и Палестинской автономии прибыли в Каир для продолжения переговоров об условиях урегулирования конфликта вокруг сектора Газа. Продолжатся обсуждения египетского проекта соглашения между сторонами конфликта.
Проект включает в себя 11 основных пунктов:
1. Израиль полностью прекращает военные действия в секторе Газа и отказывается от ударов с воздуха, с суши или с моря. ЦАХАЛ обязуется не входить на территорию сектора.
2. Все палестинские группировки отказываются от ракетных и миномётных обстрелов израильской территории, а также от атак с суши, с воздуха и с моря, и прекращают строительство туннелей, ведущих в Израиль.
3. Израиль открывает все КПП на границе с сектором Газа для грузов и людей, включая поставку гуманитарной помощи в Газу и транспортировку грузов и людей между Газой и Западным берегом. Этот пункт будет выполняться на основе соглашений между Израилем и Палестинской национальной администрацией.
4. Израиль и ПНА согласуют все финансовые вопросы, касающиеся сектора Газа и его восстановления.
5. Израиль в три этапа отменяет «стерильную зону» возле границы сектора. Сразу после подписания соглашения она должна быть сокращена с 500 метров до 300 метров, после 18 ноября она составит 100 метров, а с 1 января 2015 года должна быть отменена полностью. К этому моменту в ней должны быть развёрнуты силы палестинской президентской гвардии.
6. Зона рыболовства в водах сектора будет расширена до 6 миль. Затем, при координации с ПНА, зона будет расширена до 12 миль.
7. Израиль поможет ПНА в восстановлении разрушенных инфраструктурных объектов в секторе Газа, а также поможет обеспечивать гуманитарные нужды тех, кто был вынужден бежать из своих домов в результате военных действий. Кроме того, Израиль, по мере надобности, будет оказывать медицинскую помощь раненым.
8. ПНА, в координации с Израилем и международными организациями, позаботится о снабжении сектора товарами, необходимыми для его восстановления, с целью скорейшего возвращения беженцев в свои дома.
9. Египет обратится к мировому сообществу с призывом организовать скорейшую доставку гуманитарной помощи в сектор Газа и выделение средств для его восстановления.
10. После установления длительного перемирия, в течение месяца после подписания соглашения, стороны будут вести непрямые переговоры по таким темам, как освобождение заключённых и возврат тел израильских солдат.
11. Будет изучен вопрос строительства аэропорта и морского порта в секторе Газа в соответствии с соглашениями Осло.

В тексте соглашения не упоминаются израильское требование о демилитаризации сектора Газа, решение проблемы поставок в Газу товаров двойного назначения (химикаты, цемент, железо), а также вопросы, касающиеся отношений между сектором Газа и Египтом (КПП «Рафах»).

### 18 августа
Перемирие между Израилем и ХАМАСом продлено на 24 часа, до 23:59 в ночь с 19 на 20 августа.
Сторонам удалось прийти к согласию по некоторым вопросам гуманитарного характера. Представители Израиля и объединённая делегация палестинских фракций (ХАМАС, Исламский джихад, ФАТХ) продолжают обсуждение условий соглашения о перемирии, предложенного египетскими посредниками на переговорах в Каире. Поздно вечером стороны договорились о продлении режима прекращения огня ещё на 24 часа — до 23:59, 19 августа.

### 19 августа
Около 15:45 из сектора Газа выпущены в сторону Беэр-Шевы и Нетивота три ракеты «Град». В связи с нарушением соглашения о прекращении огня, премьер-министр Израиля Биньямин Нетаньяху дал распоряжение о нанесении ответного удара по целям в секторе.
За считанные часы боевики выпустили по территории Израиля около 60 ракет. В ночь на 20 августа ВВС ЦАХАЛа ответили на обстрелы, нанеся удары по 30 целям в секторе Газа. Так, Израиль нанёс авиаудар по дому одного из глав военного крыла ХАМАСа Мухаммада Дефа в Газе. По сообщениям палестинских источников, самого его дома не оказалось, погибли его жена и дочь.
Вследствие нарушения перемирия со стороны ХАМАСа премьер-министр Израиля Биньямин Нетаньяху и министр обороны Моше Яалон дали указание израильской переговорной группе, находящейся в Каире, вернуться в Израиль.
Пресс-секретарь ХАМАСа Сами Абу-Зухри заявил, что его организация ничего не знает о ракетных обстрелах израильской территории. Он также обвинил Израиль в эскалации насилия с целью сорвать переговоры в Каире. Глава палестинской делегации на переговорах в Каире Азам аль-Ахмад сообщил, что палестинская сторона вновь предложила Израилю возобновить временное перемирие, прерванное ракетными обстрелами.

### 20 августа
Операция в секторе Газа, начатая 8 июля, возобновлена после почти девятидневного перемирия. С момента нарушения, по израильской версии, перемирия боевиками израильская авиация нанесла по целям в секторе Газа порядка 60 ударов. Медицинские источники сектора Газа сообщают, что в результате израильских авиаударов 19—20 августа не менее 17 человек погибли, около 110 ранены. В общей сложности, за время проведения операции, по данным ХАМАСа убиты 2029 человек, 10 302 ранены.
Израиль продолжает снабжать сектор Газа товарами, продовольствием и медикаментами, несмотря на обстрелы. В сектор с начала операции было пропущено 1866 грузовиков, каждый из которых вёз около 50 тонн груза. Из них — 1251 грузовик с продовольствием, 106 с медикаментами и медицинским оборудованием, 220 грузовиков с гуманитарными грузами и 289 с кормами для животных. Помимо Израиля, поставки осуществляли международные гуманитарные организации, которые отправили в сектор Газа, в общей сложности, 534 грузовика с гуманитарной помощью.
Вечером, по окончании заседания военно-политического кабинета на территории военной базы Генштаба в Тель-Авиве глава правительства Биньямин Нетаньяху и министр обороны Моше Яалон провели пресс-конференцию. На пресс-конференции, в частности, было отмечено, что Израиль готов к длительной военной кампании и операция продолжится до тех пор, пока не будет достигнута поставленная цель.
Аль-Хаят — саудовская газета, выходящая в Лондоне, утверждает, что переговоры с Израилем были сорваны по распоряжению председателя политбюро ХАМАСа Халеда Машаля. В статье сообщается, что катарское руководство в ультимативной форме потребовало от Машаля не принимать египетскую инициативу по урегулированию ситуации в секторе Газа, пригрозив не только прекратить финансирование ХАМАСа, но и лишить Машаля убежища в своей стране.

### 21 августа
С момента нарушения террористами режима прекращения огня в сторону израильских населённых пунктов были выпущены примерно 215 ракет, 168 за последние сутки. Палестинские источники сообщают, что с момента прекращения перемирия (19 августа) в секторе Газа в результате действий ЦАХАЛа погибли 25 человек, около 150 получили ранения. В общей сложности, с момента начала операции погибли около 2050 человек, свыше 10 200 ранены. Продолжаются ракетные обстрелы территории Израиля.
С просьбой о дополнительном призыве резервистов обратился к членам военно-политического кабинета министр обороны Израиля Моше Яалон. Этот шаг он обосновал необходимостью повысить уровень готовности боевых частей, а также тыловых служб. Просьба утверждена. Призыву подлежат 10 тысяч военнослужащих отдельных специальностей, в том числе военнослужащие ВВС, военной разведки АМАН и Управления тылом.

### 22 августа
На протяжении ночи и утром израильская армия нанесла удары по десяткам целей в секторе Газа. Поражено более 20 объектов, в том числе замаскированные ракетные установки и склады вооружений. Палестинские источники сообщают, что с момента прекращения перемирия (19 августа) в секторе Газа в результате действий ЦАХАЛа погибли 60 человек, около 200 получили ранения. Продолжаются ракетные обстрелы территории Израиля.
Один из посёлков, расположенных на территории регионального совета Шаар ха-Негев, подвергся миномётному обстрелу. В результате прямого попадания миномётного снаряда смертельно ранен мальчик 4-х лет. Обстрел вёлся боевиками из школы, принадлежащей властям ХАМАСа. В дни операции школа служит убежищем гражданским лицам.
Согласно израильским сведениям, боевики ХАМАСа казнили 11 человек, подозреваемых в сотрудничестве с Израилем. Вскоре после этого в центре Газы на площади были публично казнены ещё семеро жителей анклава. Среди них несколько женщин. Казнь была осуществлена на глазах толпы мусульман у мечети по окончании пятничной молитвы. На юге сектора Газа боевики казнили ещё одного подозреваемого в сотрудничестве с Израилем. Он был расстрелян во дворе своего дома. Международная правозащитная организация Amnesty International призвала ХАМАС немедленно прекратить казни.

### 23 августа
За прошедшие сутки в сторону израильских населённых пунктов выпущены 112 ракет и миномётных снарядов. На протяжении ночи и утром израильская армия нанесла удары по ряду целей в секторе Газа. Палестинские источники сообщают, что с начала операции в секторе Газа в результате действий ЦАХАЛа погибли 2095 человек.
ВВС Израиля нанесли удар по 14-этажному дому в районе Бурдж аль-Дафар. Здание разрушено и обвалилось. ЦАХАЛ предупредил обитателей дома о намерении разбомбить его, предоставив гражданским лицам возможность заранее его покинуть. Пресс-служа ЦАХАЛа утверждала, что удар нанесён по военному штабу ХАМАСа.
Ещё четверо жителей сектора Газа, заподозренных ХАМАСом в сотрудничестве с Израилем, казнены боевиками ХАМАСа на площади возле мечети в Джебалии на севере сектора.
ВВС ЦАХАЛа выпустили ракету по автомобилю в районе Ан-Насар в городе Газа. Убит полевой командир ХАМАСа в секторе Газа Абу-Али Мустафа.
Пресс-служба ЦАХАЛа передала в СМИ отчёт — «Использование ХАМАСом гражданских и медицинских учреждений для террора», в котором указывается, что с момента срыва ХАМАСом перемирия (19 августа) по Израилю из сектора Газа выпущено свыше 570 ракет, при этом большинство из них, по мнению израильтян, выпускались боевиками с территории различных гражданских объектов.
Министерство иностранных дел Египта опубликовало обращение к властям Израиля, Палестинской национальной администрации, представителям ХАМАСа и Исламского джихада, содержащее призыв к незамедлительному возобновлению непрямых переговоров об урегулировании ситуации в секторе Газа. В Каире подчёркивают, что переговоры должны вестись о длительном перемирии, а не о кратковременном прекращении огня. Призыв опубликован после завершения встречи Махмуда Аббаса с президентом Египта Абдул-Фаттахом ас-Сиси, на которой обсуждались итоги переговоров лидеров ФАТХа и ХАМАСа в Катаре.
Представитель ХАМАСа в секторе Газа — Мушир аль-Масри заявил, что организация «продолжит бороться до тех пор, пока Израиль не уступит её требованиям».

### 24 августа
На протяжении ночи и утром израильская армия нанесла удары по 60 целям в секторе Газа. Продолжились ракетные обстрелы территории Израиля, в сторону израильских населённых пунктов выпущены более 100 ракет и миномётных снарядов. С момента нарушения режима прекращения огня (19 августа) в результате действий ЦАХАЛа в секторе погибли 86 человек.
ВВС ЦАХАЛа убили в Газе Мухаммада аль-Уля, ответственного за обеспечение ХАМАСа финансовыми средствами. Убит и полевой командир «Бригад Абу Али Мустафы» (Народный фронт освобождения Палестины) — Махмуд Аббас (полный тёзка главы ПНА).

### 25 августа
За прошедшие сутки в сторону израильских населённых пунктов выпущены около 150 ракет и миномётных снарядов. За 25 дней августа по территории Израиля боевики выпустили 810 ракет. На протяжении ночи и утром израильская армия нанесла удары по ряду целей в секторе Газа.
По данным медицинских источников, в секторе Газа с начала операции погиб 2131 человек, 10 980 ранены.

### 26 августа
За прошедшие сутки в сторону израильских населённых пунктов выпущены около 130 ракет и миномётных снарядов. На протяжении ночи и утром израильская армия нанесла удары по примерно 70 целям в секторе Газа. Палестинские источники сообщают о 12 погибших. Миномётный снаряд разорвался на территории населённого пункта в региональном совете Эшколь. Осколками убит один человек, ещё двое получили тяжёлые ранения.

### Итоги переговоров в Каире и принятие мирной инициативы Египта
После нескольких раундов переговоров Израиль и ХАМАС по обоюдному согласию приняли мирную инициативу Египта. Инициатива предполагает прекращение огня на неограниченный срок. Обсуждение всех ключевых вопросов — демилитаризация сектора Газа, строительство морского и воздушного портов, а также требования, касающиеся освобождения террористов, выпущенных из израильских тюрем в рамках «сделки Шалита», а затем снова арестованных в ходе операции «Возвращайтесь, братья», откладывается на месяц. Условия соглашения похожи на те, что были приняты после завершения операции «Облачный столп» в 2012 году. Израиль обязался открыть КПП и пропустить в палестинский анклав в большем объёме грузовики с гуманитарными грузами, стройматериалами и всем необходимым для восстановления сектора, а также расширить рыболовную зону.

## Итоги операции
(Источники: данные пресс-службы Армии обороны Израиля)

Колодка ЦАХАЛа за участие в операции 2014 года

Операция «Нерушимая скала» в секторе Газа, начатая 8 июля 2014 года, не считая почти девятидневного перемирия, длилась 50 дней — до 26 августа 2014 года.

### Силы сторон
Израиль задействовал в операции три дивизии, семь бригадных тактических групп, четыре пехотных и три танковых бригады, с приданными им батальонами инженерных войск и артиллерийскими дивизионами, а также некоторые спецподразделения. Мобилизовано более 82 тысяч резервистов. После срыва перемирия 19 августа ЦАХАЛ получил разрешение на дополнительный призыв 10 тысяч резервистов, но в полном объёме он не был осуществлён. Данные о том, сколько кадровых офицеров, контрактников и солдат срочной службы принимали участие в операции, ЦАХАЛ не публиковал.
Оценки численности боевиков, принимавших участие в вооружённом противостоянии ЦАХАЛу в секторе Газа, приблизительны. По разным данным, в боевых действиях участвовали от 10 000 до 40 000 активистов группировок ХАМАС, Палестинский исламский джихад, Комитеты народного сопротивления, Народный фронт освобождения Палестины, Демократический фронт освобождения Палестины, Бригады мучеников аль-Аксы (боевое крыло ФАТХ), фундаменталисты из Бригад Абдуллы Аззама и других.

### Потери сторон
За время операции погибли 69 израильтян (в их числе 67 военнослужащих) и один гражданин Таиланда. Более 800 человек ранены. Для сравнения, во время операции «Облачный столп» — 4 погибших, 239 раненых. Во время операции «Литой свинец» — 13 погибших, 518 раненых.
Всего с начала операции медицинская помощь потребовалась 842 израильтянам. 37 из них получили осколочные ранения.
По данным медицинских источников сектора Газа, за время операции погибли 2141 человек, более 10 тысяч ранены. Ни медисточники, ни руководство ХАМАСа не публикуют данных о том, сколько боевиков среди убитых и раненых. По оценкам Израиля, за время операции ликвидировано не менее тысячи боевиков различных террористических группировок. Для сравнения, за время операции «Облачный столп» погибли около 100 человек (среди них, по оценке ЦАХАЛа, не менее 65 боевиков), 850 ранены. За время операции «Литой свинец» погибли около 1400 человек (среди них, по оценкам военных, около 750 боевиков), 5450 ранены.

### Обстрелы территории Израиля

Точки запуска ракет по территории Израиля из сектора Газа с 8 июня 2014 года

С начала антитеррористической операции в сторону израильских населённых пунктов из сектора Газа выпущены около 4560 ракет и миномётных снарядов. 3641 из них разорвались на территории Израиля, 735 ракет сбиты батареями ПРО «Железный купол». ХАМАС показал, что способен обстреливать ракетами практически всю территорию Израиля (до Хайфы и севернее). ЦАХАЛ продемонстрировал высокую эффективность системы ПРО. Девять противоракетных комплексов «Железный купол» показали свою эффективность в 90 % случаев. Система раннего предупреждения об обстрелах, подготовленная Службой тыла, оказалась эффективной в 99 % случаев.

### Удары ЦАХАЛа по объектам боевиков
ЦАХАЛ атаковал свыше 5260 целей в секторе Газа. Уничтожены тысячи ракет на складах, ракетных шахт и пусковых установок, разрушены десятки туннелей боевиков. Удары также наносились по штабам и бункерам, предприятиям по производству вооружений, тренировочным базам и прочим объектам инфраструктуры боевиков. В ряде случаев ЦАХАЛ был вынужден атаковать гражданские объекты, которые боевики использовали в качестве укрытий и плацдармов для ракетных обстрелов.

### Финансовый ущерб
Ракетные обстрелы территории Израиля из сектора Газа нанесли прямой и косвенный ущерб народному хозяйству страны и личному имуществу граждан. Предприятия юга страны сообщили о падении уровня производства из-за отсутствия значительного количества работников, оставшихся с детьми дома или призванных в армию. Средняя суточная стоимость призыва резервиста, по разным оценкам, составляет от 450 до 600 шекелей. Каждая противоракета «Железного купола» сто́ит 20 тысяч долларов, каждый запуск противоракеты — 274 тысячи шекелей (80 тысяч долларов), час лётного времени боевого вертолёта — 5 тысяч долларов, час работы среднего БПЛА — 1,5 тысячи долларов, час работы боевого самолёта — 15 тысяч долларов. Для сравнения: операция «Литой свинец» обошлась в 3,57 миллиарда шекелей, а операция «Облачный столп» — в 2 миллиарда шекелей.
15 сентября 2014 года министерство финансов сообщило, что после детальной проверки военных расходов, операция «Нерушимая скала» обошлась государству в 6,5 миллиардов шекелей (около 1,8 млрд долларов).

### Политические итоги
Контроль над сектором Газа сохранил ХАМАС, но он оказался в серьёзной зависимости от палестинской администрации в Рамалле, как по вопросам финансово-экономической, так и социальной помощи. В ПНА рассчитывали, что на фоне прекращения огня в секторе Газа будет налажена работа совместной администрации ФАТХа и ХАМАСа, однако вплоть до 2018 года этого не произошло. Соглашение в Каире предусматривает открытие КПП на границах сектора, но контроль за поставками по-прежнему будут осуществлять Египет и Израиль.
ХАМАС не добился согласия Израиля по основным требованиям: в соглашения не вошли требования палестинцев о создании морского порта и аэропорта, об освобождении заключённых и задержанных в Иудее и Самарии, о переводе денежных средств в сектор Газа. Израиль отверг попытки Турции и Катара предложить свои версии соглашения об урегулировании в секторе, вынудив палестинскую сторону согласиться на египетский вариант договора. Поддержав египетскую инициативу, Израиль создал условия для дальнейшего улучшения отношений и сотрудничества с новым руководством Египта, как в вопросах борьбы с террором, так и в вопросах экономических (в том числе, речь идёт о поставках израильского газа через Египет в Европу на десятки миллиардов долларов).
Опрос общественного мнения, проведённый Институтом «Диалог» и опубликованный влиятельной газетой Haaretz, показал неоднозначное восприятие израильтянами противостояния с движением ХАМАС. По оценкам авторов исследования, военная кампания в секторе Газа «не выявила однозначного победителя». Более половины израильтян сочли, что Израиль не смог достичь всех поставленных в кампании целей, в частности прекращения ракетных обстрелов военными методами и полного уничтожения тоннелей на границе между Израилем и сектором Газа. Большинство аналитиков подтвердили результаты исследования.

## Пропагандистская война против Израиля
Институт изучения СМИ Ближнего Востока МЕМРИ опубликовал инструкцию, выпущенную министерством внутренних дел Палестинской автономии в секторе Газа, как именно вести пропагандистскую кампанию в интересах ХАМАСа. Палестинские блогеры и пресса получили подробные наставления, в которых подробно рассказывается, как и что следует говорить, чтобы завоевать любовь и поддержку мирового общественного мнения на фоне операции «Нерушимая скала». Помимо указаний, как писать, пропагандисты ХАМАСа дают советы о том, как говорить с зарубежными — не арабскими — СМИ. Инструкция выложена также и на видеоканале пресс-бюро министерства.
1. Любой убитый должен прежде всего называться «гражданским лицом» — и только потом можно упомянуть его статус в джихаде или воинское звание. Не забывайте всегда добавлять к имени убитого «невинный гражданин» или «мирный житель».
2. Начинайте ваши сообщения об атаках палестинского сопротивления фразой «В ответ на жестокую израильскую агрессию» и завершайте фразой «Столько-то человек погибли с начала израильской агрессии в Газе». Всегда следуйте формуле «атака — ответ на оккупацию, палестинцы только реагируют».
3. Следите за сообщениями израильских представителей. Всегда подвергайте их сомнению, опровергайте и представляйте ложью.
4. Избегайте публикации фотографий ракет, запускаемых из жилых кварталов Газы по Израилю. Не публикуйте фотографии мест, откуда ведётся обстрел.
5. Не публикуйте фотографии наших бойцов в масках и с тяжёлым оружием, чтобы вас не обвинили в подстрекательстве к насилию.
6. В разговоре с западными журналистами используйте рациональный политический язык, избегайте эмоциональных выпадов. Наша цель — разоблачить подлость оккупации и уличить её в насилии.
7. Не убеждайте западных людей, что Холокост — это ложь. Не отрицайте Катастрофу. Наоборот, используйте её для сравнения, чтобы показать, что именно это теперь Израиль творит с палестинцами.
8. Нарратив жизни против нарратива крови. Когда вы говорите с арабами, говорите об убитых как о мучениках, павших в боях с агрессорами. Но когда вы говорите с западными людьми, говорите об убитых как о мирных гражданах. Говорите о большом количестве раненых. Показывайте человеческое лицо палестинских страданий. Красочно описывайте страдания мирных жителей под гнётом оккупации и бомбёжек.
9. Не публикуйте фотографии военных командиров. Не упоминайте их имена и не восхваляйте их успехи в беседах с иностранными друзьями.

Распространены обвинения Израиля в намеренном и массовом уничтожении мирного населения сектора Газа. Израильская статистика ставит под сомнение утверждение о том, что большинство убитых в Газе — мирные граждане. Большинство убитых жителей Газы — мужчины возраста комбатантов. В Газе почти 50 % населения — дети до 14 лет. Если бы армия стреляла без разбора, то это нашло бы отражение в статистике, отмечал в июле 2014 года израильский портал Israellycool.com.
Ряд международных СМИ также усомнились в достоверности сведений о погибших в ходе антитеррористической операции, предоставленных в ООН палестинскими источниками.
Так, Би-би-си отмечает, что по данным, опубликованным ООН, лишь 216 из 1843 погибших были боевиками. При этом среди убитых, внесённых в категорию мирных жителей, мужчин в три раза больше, чем женщин. Такое соотношение между погибшими мирными мужчинами и женщинами невозможно, так как женщины составляют 50 % всего населения сектора. The New York Times указала на схожий аспект: среди погибших непропорционально велико количество мужчин в возрасте от 20 до 30 лет. Они составляют всего 9 % населения Газы, но 34 % погибших. Эта категория населения составляет большинство боевиков террористических организаций. В то же время, женщин и детей до 15 лет среди 1,7-миллионного населения Газы — 71 %, а среди погибших — 33 %. В число погибших по вине Израиля, вероятно, включаются люди, умершие естественной смертью, убитые в ходе местных криминальных разборок и даже казнённые самим ХАМАСом. Так, в списках убитых в Саджаии значится активист этой организации Айман Таха. На самом деле, по информации израильского 9 телеканала, он погиб от рук своих товарищей, обвинивших его в коррупции и шпионаже в пользу Египта.
В интернете распространяются видеоролики и фотоснимки, якобы свидетельствующие о «преступлениях израильской военщины». На поверку, считают израильские журналисты, эти материалы оказываются фальшивками. Так, 3 августа палестинские источники сообщили об очередном обстреле школы UNRWA в Газе. По словам палестинцев, израильский авиаудар привёл к гибели десяти человек и множеству раненых. Генеральный секретарь ООН Пан Ги Мун успел осудить обстрел, Госдепартамент США объявил, что Соединённые Штаты «потрясены вопиющим фактом обстрела» израильской армией школы в секторе Газа, информация разошлась по всему миру, а затем израильский 9 телеканал пришёл к выводу, что фотографии и видеозаписи, сделанные на месте инцидента, являются постановочными.
Иностранные журналисты, находящиеся в секторе Газа, не передают объективную информацию из боязни получить в свой адрес угрозы и опасаясь за свою жизнь. Из-за этого в телевизионных новостях и репортажах, передаваемых различными медиаагентствами из сектора Газа, никогда не показывают боевиков и активистов ХАМАСа с оружием в руках, ни ракетчиков, ни полицейских. На видео только гражданские, в основном женщины и дети — исключительно мирное население, страдающее от обстрелов.
В свете этого явления газета Washington Post опубликовала статью «Сорок вопросов для международных СМИ в Газе». Это практически риторические вопросы, которые должен задать сам себе каждый журналист, ведущий репортажи из сектора Газа.
Ассоциация иностранных корреспондентов (FPA) 11 августа распространила заявление, в котором выражается категорический протест против непрекращающегося применения властями ХАМАСа и их представителями вопиющих силовых методов в отношении журналистов международных СМИ, работавших в Газе в течение июля — августа 2014 года. По мнению членов Ассоциации, ХАМАС не позволил им объективно и правдиво освещать происходящее в Газе в дни антитеррористической операции «Нерушимая скала». Авторы заявления пишут: «В ряде случаев иностранные журналисты, работающие в секторе Газа, подверглись преследованиям и угрозам, а в других были допрошены по поводу подготовленных ими материалов и информации, опубликованной в СМИ либо в социальных сетях».
Пол Т. Йоргенсон — корреспондент норвежского телеканала TV2, находящийся в секторе Газа, рассказал, что
ХАМАС ввёл строгие цензурные ограничения для сотрудников иностранной прессы. «Несколько журналистов были выдворены из Газы, потому что ХАМАСу не понравилось то, что они написали или сказали. Нас предупредили о том, что если мы сообщим о хамасовских ракетах или стрельбе, нам придётся столкнуться с серьёзными проблемами», — сказал журналист.
Бывший командующий британским контингентом в Афганистане полковник Ричард Кемп заявил в интервью: «Все армии сейчас пристально следят за тем, как Израилю удаётся минимизировать гражданские потери, воюя в густонаселённой городской местности. Лично я не знаю каким образом можно ещё больше сократить гражданские потери в таких условиях. Если Обама и Кэмерон знают, то пусть расскажут как».

## Международная реакция
- Председатель Палестинской автономии Махмуд Аббас потребовал от Израиля незамедлительно прекратить массированную воздушную операцию в секторе Газа и заявил, что международному сообществу следует «немедленно вмешаться, чтобы остановить опасную эскалацию, которая способна привести к ещё большей дестабилизации в регионе»[449].
- Генеральный секретарь Лиги арабских государств Набиль аль-Араби потребовал срочного созыва Совета Безопасности ООН в связи с авиаударами Израиля по сектору Газа[450]. Лига арабских государств распространила заявление, осуждающее действия Израиля в районе Саджаийя города Газы. ЛАГ обратились к правительству Израиля с требованием немедленно прекратить огонь[451].
- Официально Россия не поддерживала ни одну из сторон конфликта, в заявлении МИД РФ 7 июля 2014 года выражается сожаление в связи с обострением обстановки и говорится, что «силовой сценарий чреват опасной дестабилизацией и без того неспокойной ситуации в регионе Ближнего Востока в целом»[452].

- Государственный секретарь США Джон Керри призвал Израиль к максимально сдержанной реакции на ракетные обстрелы из сектора Газа, сообщила спикер Государственного департамента Джен Псаки. Выступая перед журналистами, она подчеркнула, что «США резко осуждают ракетные обстрелы израильской территории и признают право Израиля на самооборону»[453][454]. Керри признал, что Израиль имеет полное право защищать себя от атак террористической группировки ХАМАС из сектора Газа, но в то же время Вашингтон приложит максимум усилий, чтобы добиться немедленного прекращения огня. Он подчеркнул, что Израиль долгое время терпел ракетные обстрелы своей территории, выразив уверенность в том, что ни один народ не стал бы спокойно сидеть под падающими на головы людей ракетами. Госсекретарь также заявил, что подземные туннели, которые роют боевики ХАМАСа, неопровержимо свидетельствуют о намерении террористов и далее похищать израильских граждан. Все эти действия Керри назвал «совершенно неприемлемыми, по любым стандартам, принятым в любой точке планеты» и призвал Израиль защитить своих граждан[455].

Председатель Объединённого комитета начальников штабов вооружённых сил США генерал армии Мартин Демпси заявил, что израильская армия пошла на беспрецедентные меры с целью предотвращения гибели мирных палестинцев во время антитеррористической операции «Нерушимая скала» в секторе Газа и что Пентагон отправил в Израиль делегацию военных для изучения методики предотвращения потерь среди мирного населения в ходе боевых действий.
- Канцлер Германии Ангела Меркель резко осудила ракетные обстрелы израильских населённых пунктов. Пресс-служба посольства Германии в Тель-Авиве сообщила, что канцлер заявила о необходимости прекратить ракетные обстрелы, а также отметила, что этому нет оправдания[457]. По словам Меркель, у ХАМАСа появилось оружие «нового качества». Она также добавила, что страны, чьи территории находятся под атакой, имеют право на самозащиту: «Обе стороны должны пойти на болезненные компромиссы, но когда речь заходит о самообороне, мы — на стороне Израиля.»[458].
- Египет возложил вину за эскалацию насилия в секторе Газа на ХАМАС. Такое заявление поступило из Каира вечером 17 июля после сообщения о начале наземной операции ЦАХАЛа в секторе Газа. Египетские власти и некоторая часть прессы уже давно обвиняют ХАМАС в терроризме и возлагают на него вину за бедственное положение палестинцев в секторе Газа[459].
- Министр иностранных дел Великобритании Филип Хэммонд заявил, что «ответственность за нынешнюю эскалацию напряжённости лежит на ХАМАСе». По словам Филипа Хэммонда, «ХАМАС начал обстреливать ракетами израильскую территорию, и у Израиля есть право на самооборону, которое необходимо уважать»[460].